# Vybavení stanic metra v Paříži

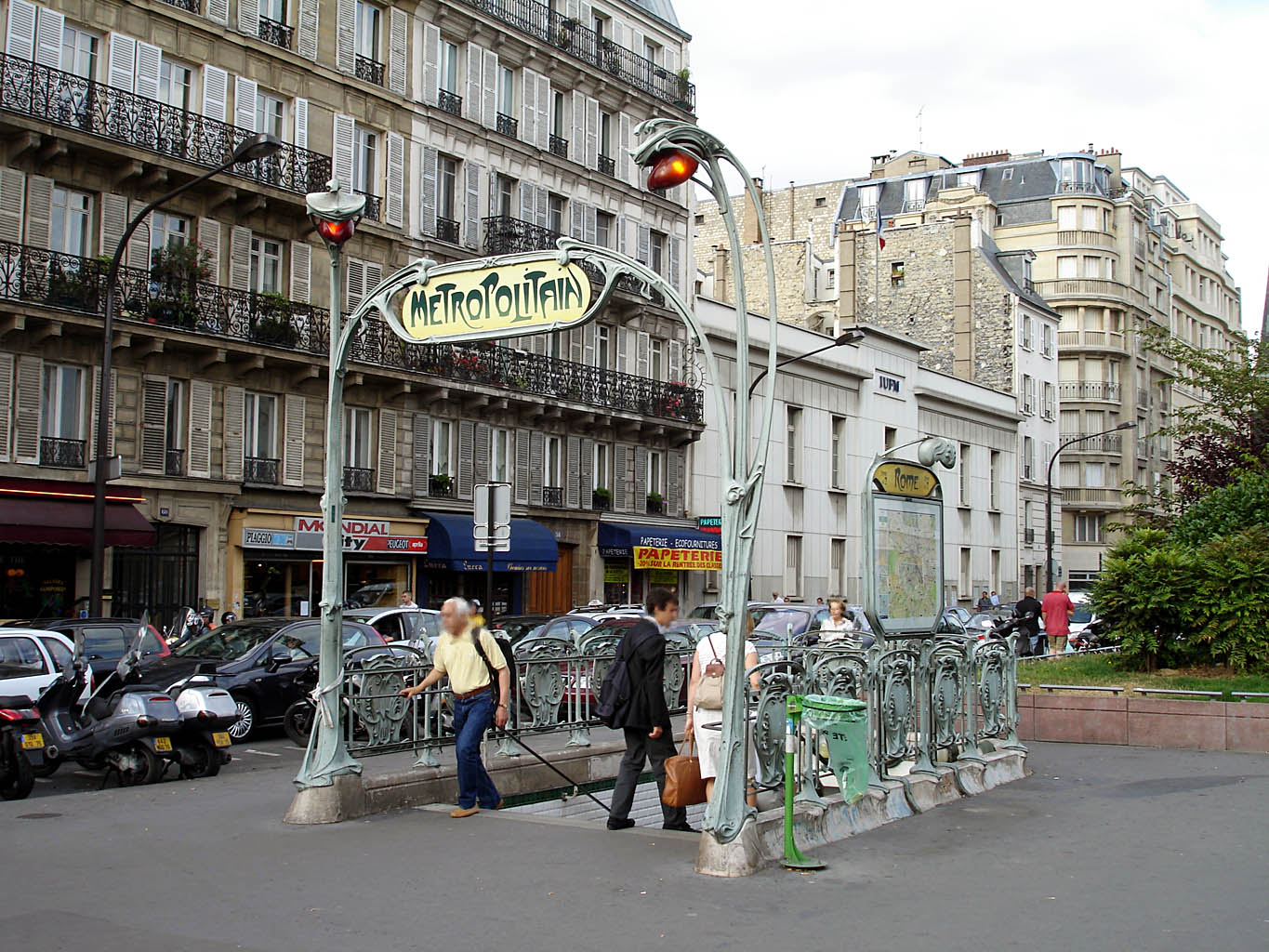
Secesní vstupy se staly symbolem metra i Paříže (stanice Rome)

Vybavení stanic metra v Paříži prošlo během historie metra dlouhým vývojem. Zdejší metro má v provozu přes 300 stanic, které se nacházejí jak na území města Paříže, tak i na jeho předměstí. Každá z nich musí zajistit dobré podmínky pasažérům, o což se snaží několik generací architektů. Vzhled stanic se vyvíjí v závislosti na módě a modernizaci sítě. Od prvotních secesních vstupů Hectora Guimarda a interiérů obložených bílými zkosenými dlaždicemi se přešlo k několika různým typům dekorací nahrazující původní obklady, které byly považovány po druhé světové válce za nemoderní, přes využití kovu v 60. letech a oranžových dlaždic v 70. letech až po modernizaci v 21. století, která se vrací k původnímu stylu při využití moderních technologií. Od roku 1999 probíhá rekonstrukce hlavních stanic pod názvem Obnova metra (Renouveau du métro). Souběžně s ní probíhá od roku 1998 zprovoznění plně automatizované linky 14, se kterou začala v pařížském metru nová éra s moderními nástupišti velkých rozměrů a novou estetikou.

## Exteriéry

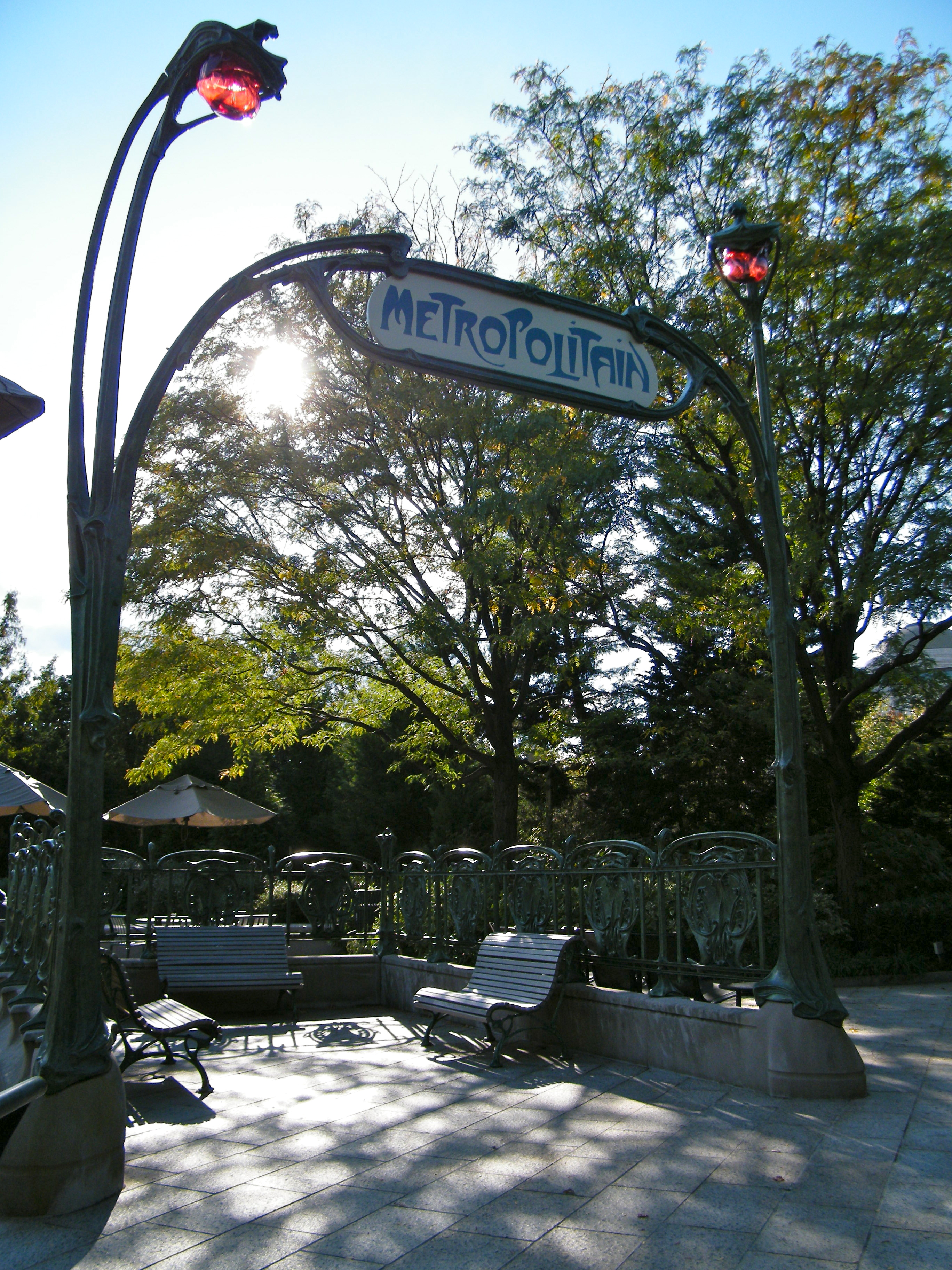
Secesní vstup ve sbírce National Gallery of Art ve Washingtonu

### Vstupy
Značení vstupů do podzemní stanice je velmi důležité a proto musí být viditelné a rozpoznatelné z dálky. Schody do stanic na veřejných komunikacích mají obvykle ozdobné zábradlí doplněné charakteristickým sloupem osvětlení a mapou metra pro usnadnění orientace cestujícím. Vstupy do stanic jsou označeny pomocí různých druhů návěští, jejichž styl a vzhled se měnil v závislosti na módě a vývoji podzemní sítě.
Během výstavby první linky metra vyhlásila koncesionářská společnost Compagnie du chemin de fer métropolitain de Paris (CMP) v roce 1899 architektonickou soutěž na vstupy do metra. Zadání znělo na zasklené vstupy označené nápisem Chemin de fer métropolitain, který by byl v noci osvětlen. Představitelé CPM však odmítli téměř všechny projekty v rámci soutěže, neboť jim připadaly příliš konvenční. Schválen byl návrh, který podal architekt Jean-Camille Formigé, ten ale zase odmítlo město. Nakonec prezident dopravní společnosti Adrien Bénard oslovil Hectora Guimarda, který se soutěže vůbec nezúčastnil. Ten navrhl dva základní dva typy, jeden se střešní konstrukcí a druhý jednoduchý se zábradlím. Obě složené ze stavebních dílů z lisované litiny, což umožňovalo značnou flexibilitu a výstavbu vstupů různých velikostí. Vstupy do metra ve stylu secese se staly jedním ze symbolů Paříže. V letech 1900-1912 bylo vytvořeno 141 těchto vstupů ve třech variantách. Nejhonosnější je model A s přístřeškem a markýzou (stanice Abbesses, v roce 1974 sem přenesená ze stanice Hôtel de Ville). Typ B má přístřešek ve tvaru obráceného V (stanice Porte Dauphine a Châtelet). Nejběžnější model má litinové zábradlí zdobené kartušemi s rostlinnými motivy a především štít s nápisem métropolitain nesený dvěma dlouhými stonky zakončenými červenými svítilnami. Těchto nejstarších typů se do současné doby dochovalo celkem 86 vstupů u 66 stanic.
Dne 25. července 1965 byly vstupy do šesti stanic (Cité, Porte Dauphine, Hôtel de Ville (dnes Abbesses), Pigalle, Ternes a Tuileries) chráněny vyhláškou. Od 29. května 1978 byly všechny zachované secesní vstupy zapsány na seznam historických památek.
Repliky těchto vstupů charakteristických pro pařížské metro se nacházejí i v jiných městech. V Montrealu na stanici Square-Victoria je dokonce darovaný originál. Další originál je umístěn v parku ve Washingtonu, kde je součástí sbírek National Gallery of Art.

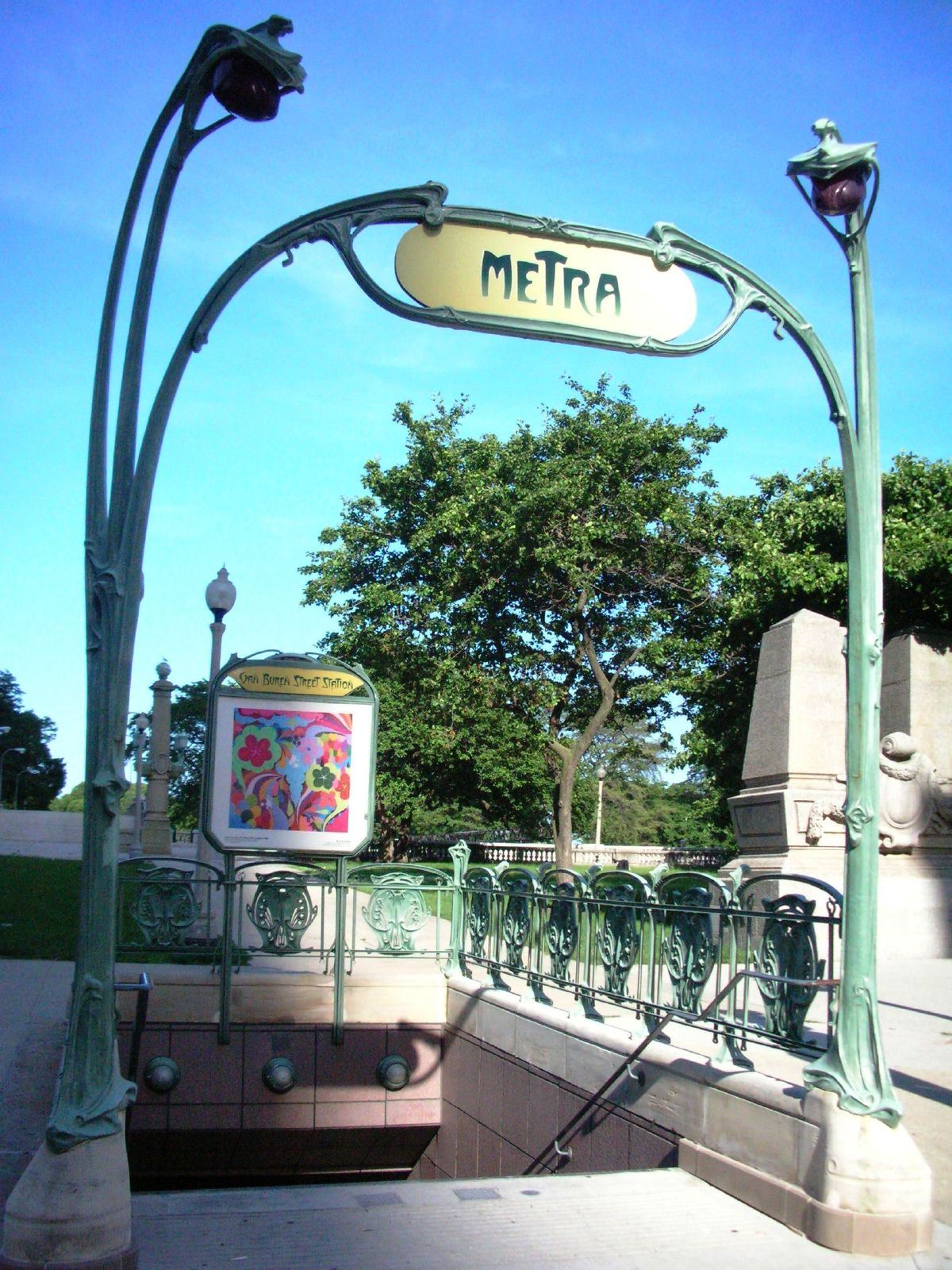
Chicago: stanice Van Buren Street
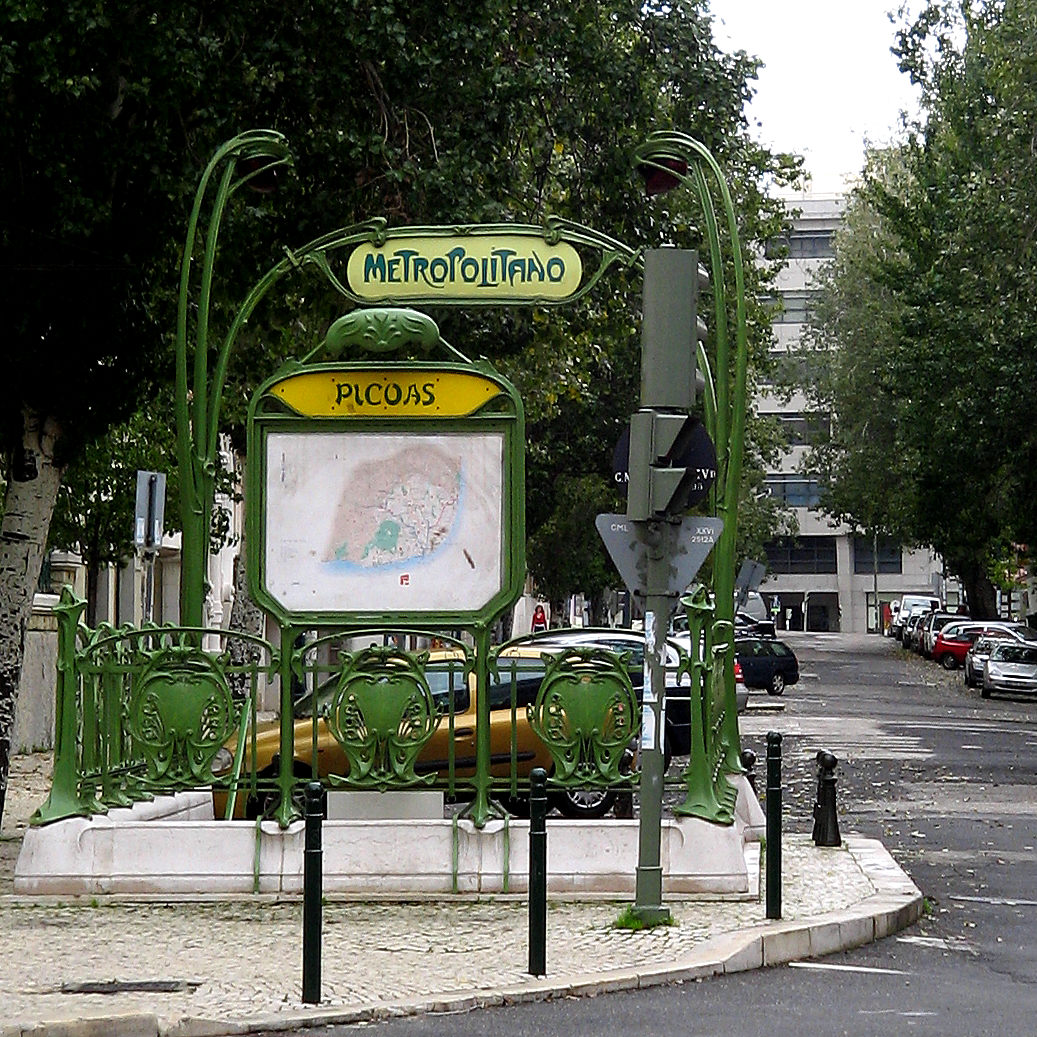
Lisabon: stanice Picoas
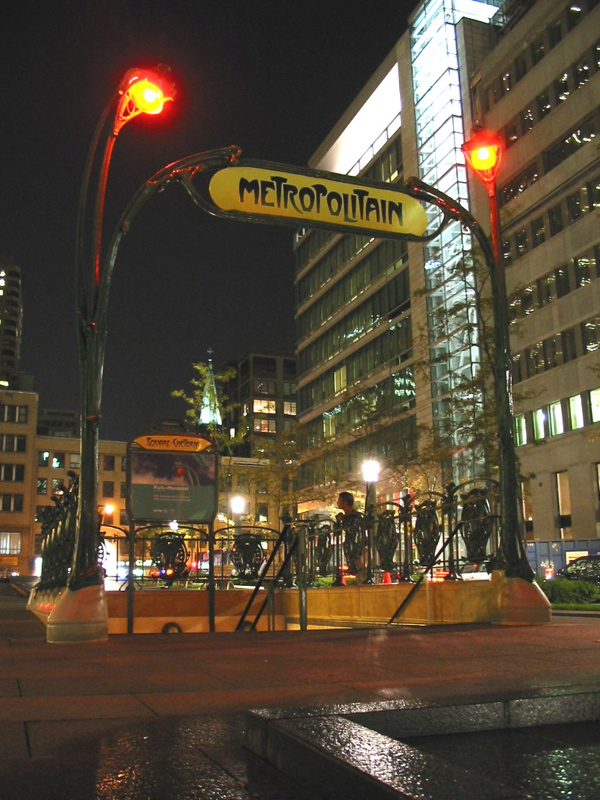
Montreal: stanice Square-Victoria
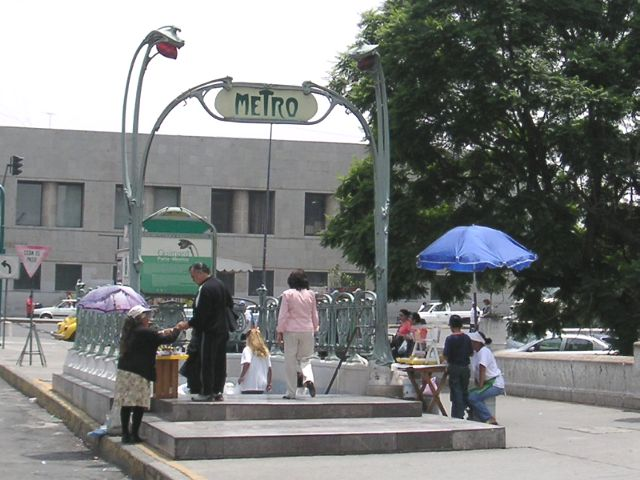
Mexico City: stanice Bellas Artès
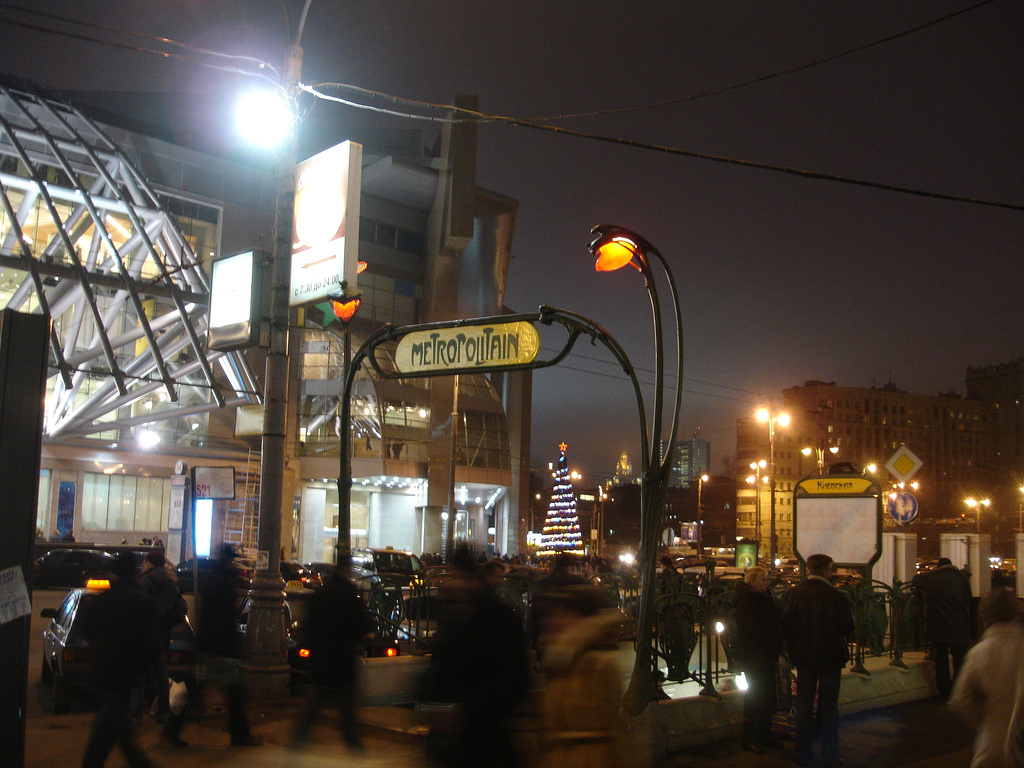
Moskva: stanice Kijevskaja

V roce 1903 bylo při výstavbě stanice Opéra použito zábradlí z klasického opracovaného kamene, které navrhl architekt Joseph Cassien-Bernard. Tento typ byl určen především pro stanice umístěné v nejprestižnějších čtvrtích poblíž významných pamětihodností (např. Étoile a Franklin D. Roosevelt na Avenue des Champs-Élysées nebo République na Place de la République).

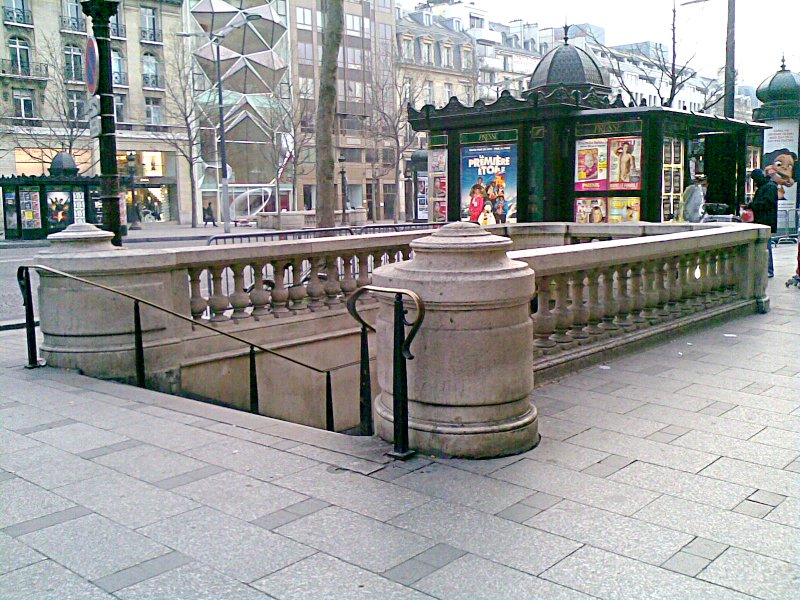
Kamenné zábradlí (Franklin D. Roosevelt)

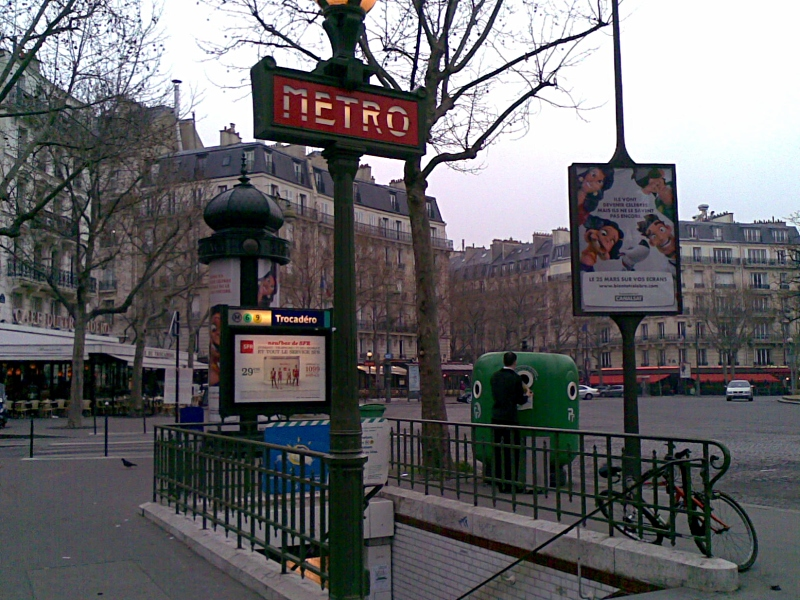
Jednoduché zábradlí (Trocadéro)

Po roce 1904 byl pozvolna opuštěn styl Guimard a nahrazen poměrně běžným kovovým zábradlím v jednodušším a střízlivějším stylu. Zábradlí bylo doplněno lampami a cedulí s nápisem Métro. Toto nové zábradlí je vybaveno plánem metra, který byl namontován i na původní Guimardovy vstupy. Poté se vzor zábradlí stále zjednodušoval. Na počátku 30. let byl venkovní plán metra podsvícen.
Konkurenční společnost Société du chemin de fer électrique souterrain Nord-Sud de Paris, která provozovala dvě linky metra, používala od roku 1910 vlastní verzi vstupů charakteristické kovaným železným zábradlím s keramickou podestou.
Po druhé světové válce se tvary zábradlí ještě více zjednodušily. V nákupních čtvrtích a na předměstí se v 70. letech objevilo nerezové zábradlí.
Vedle Guimardových vstupů a jejich následovníků vznikly také jiné způsoby vstupů do metra. Mohou to být zděné prostory na povrchu, ve kterých se nacházejí prodejny jízdenek a vstup do podzemí vede teprve odtud. Několik takovýchto stanic se nachází na lince 3bis (Pelleport, Saint-Fargeau a Porte des Lilas), další jsou Saint-Jacques (linka 6), Place Monge (linka 7), Vaneau (linka 10) a Volontaires (linka 12). V případě, kdy naopak nebylo dostatek místa k vybudování samostatného vchodu, byly vstupy umístěny v přízemích budov jako Sentier (linka 3), Les Halles (linka 4), Riquet (linka 7), Buzenval (linka 9), Miromesnil (linky 9 a 13) a Pernety (linka 13).
V říjnu 2000 ke 100. výročí pařížského metra získala stanice Palais Royal – Musée du Louvre nový vzhled vchodu nacházejícího se na náměstí Place Colette. Vstup, jehož autorem je umělec Jean-Michel Othoniel, se nazývá Kiosque des Noctambules (Stánek náměsíčníků) a je tvořen dvěma kupolemi (z nichž jedna představuje den a druhá noc) vyrobenými z barevných skleněných koulí, které jsou navlečené na hliníkové konstrukce.

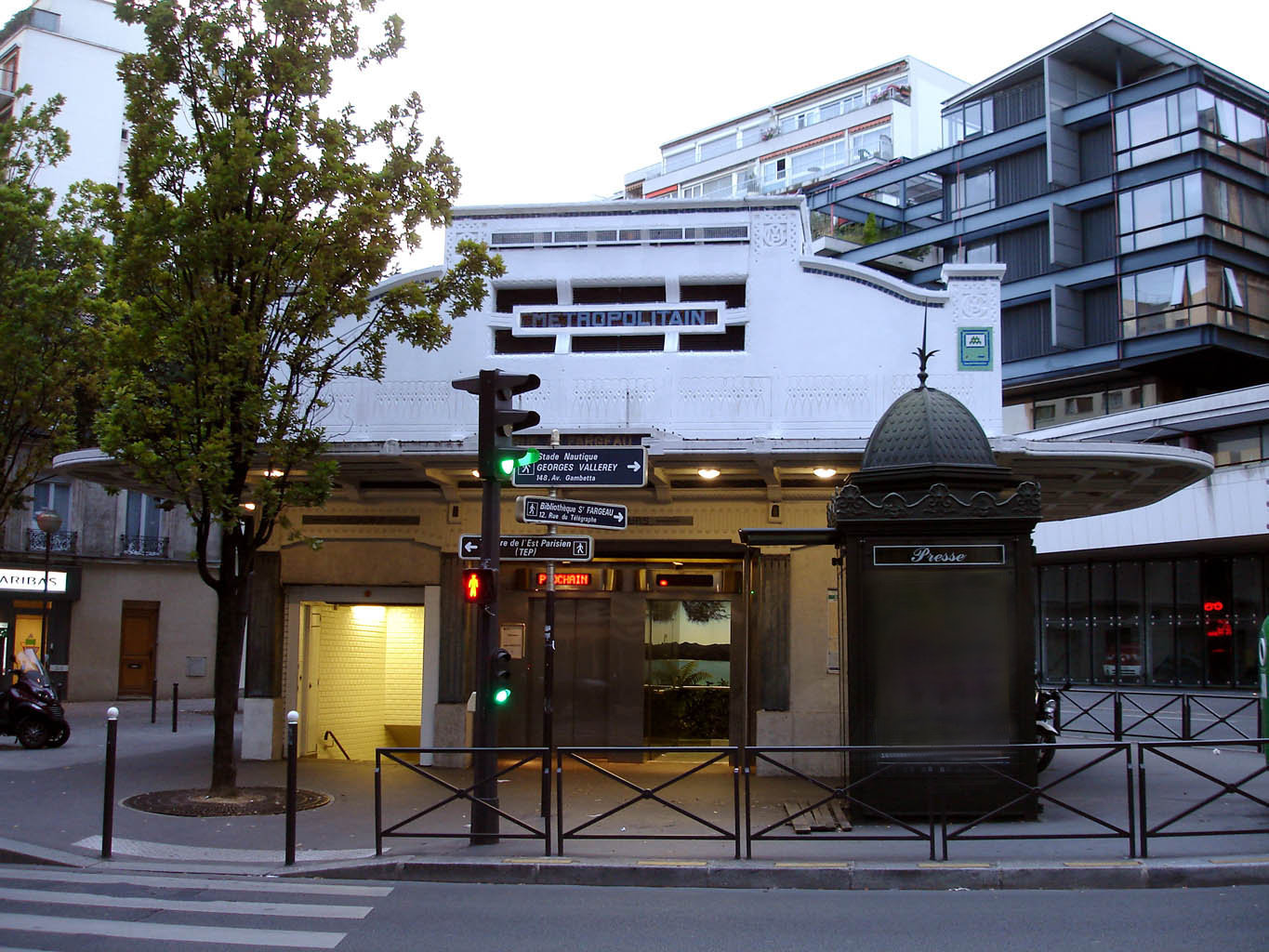
Saint-Fargeau
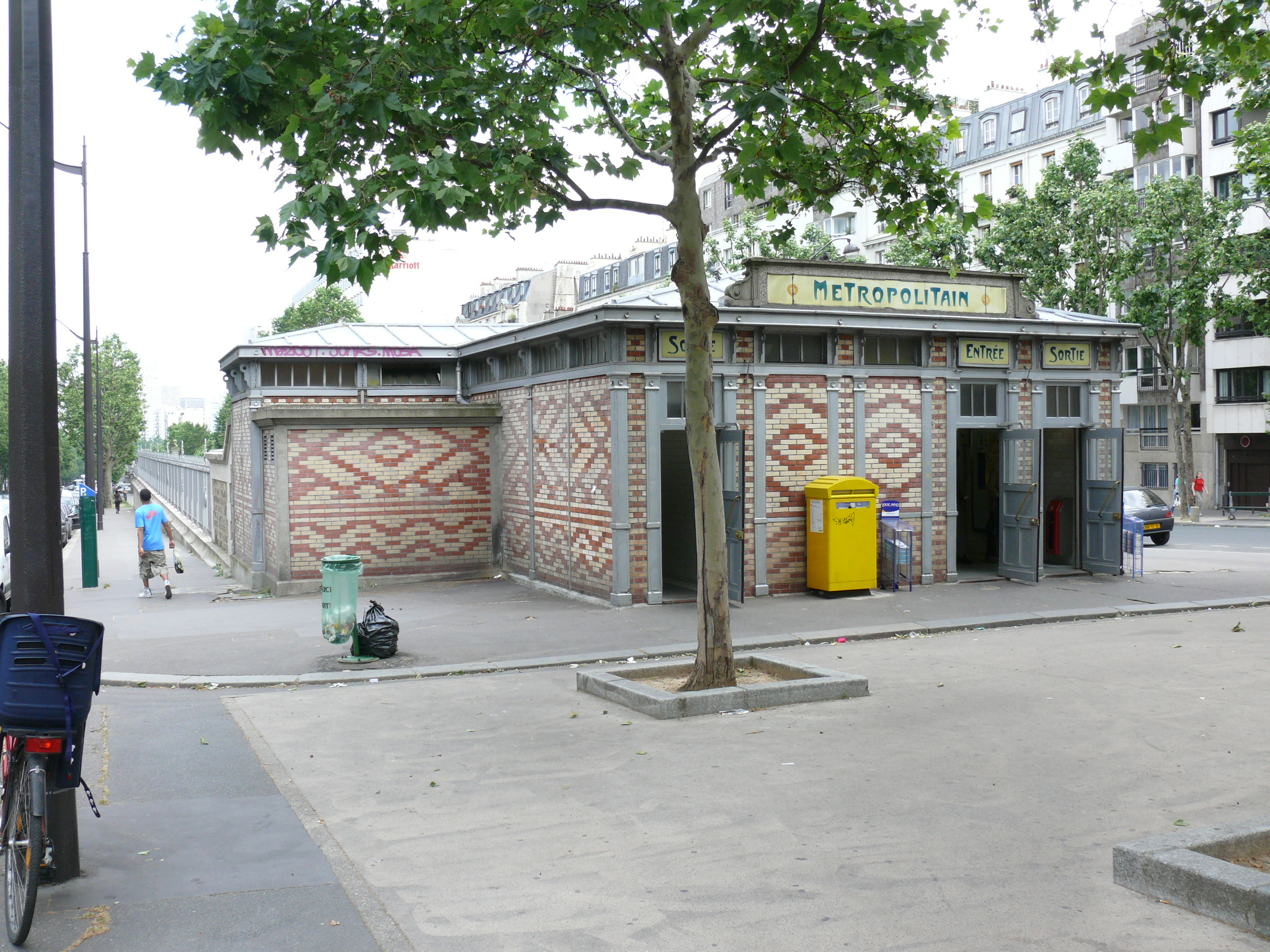
Saint-Jacques
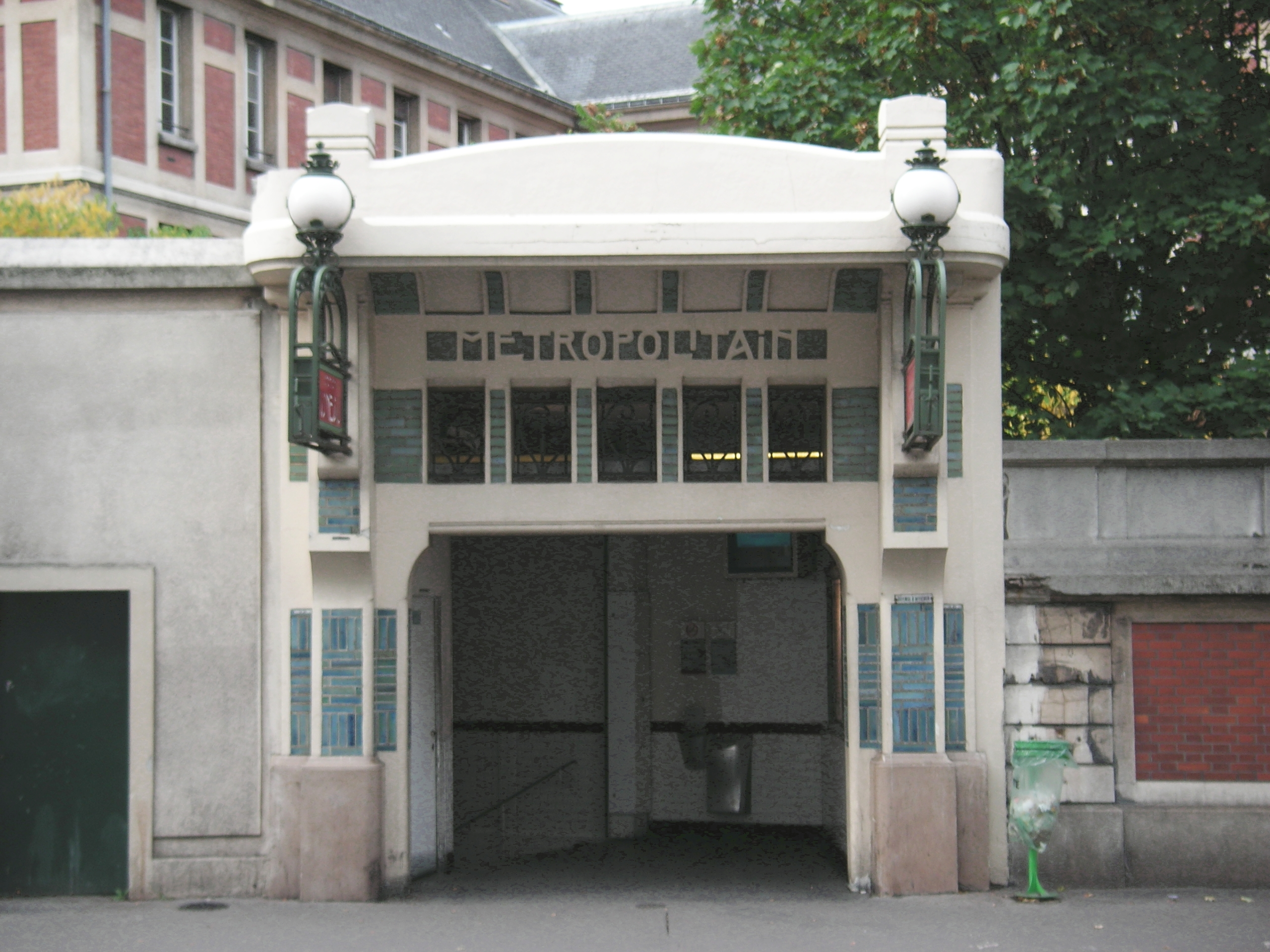
Vaneau
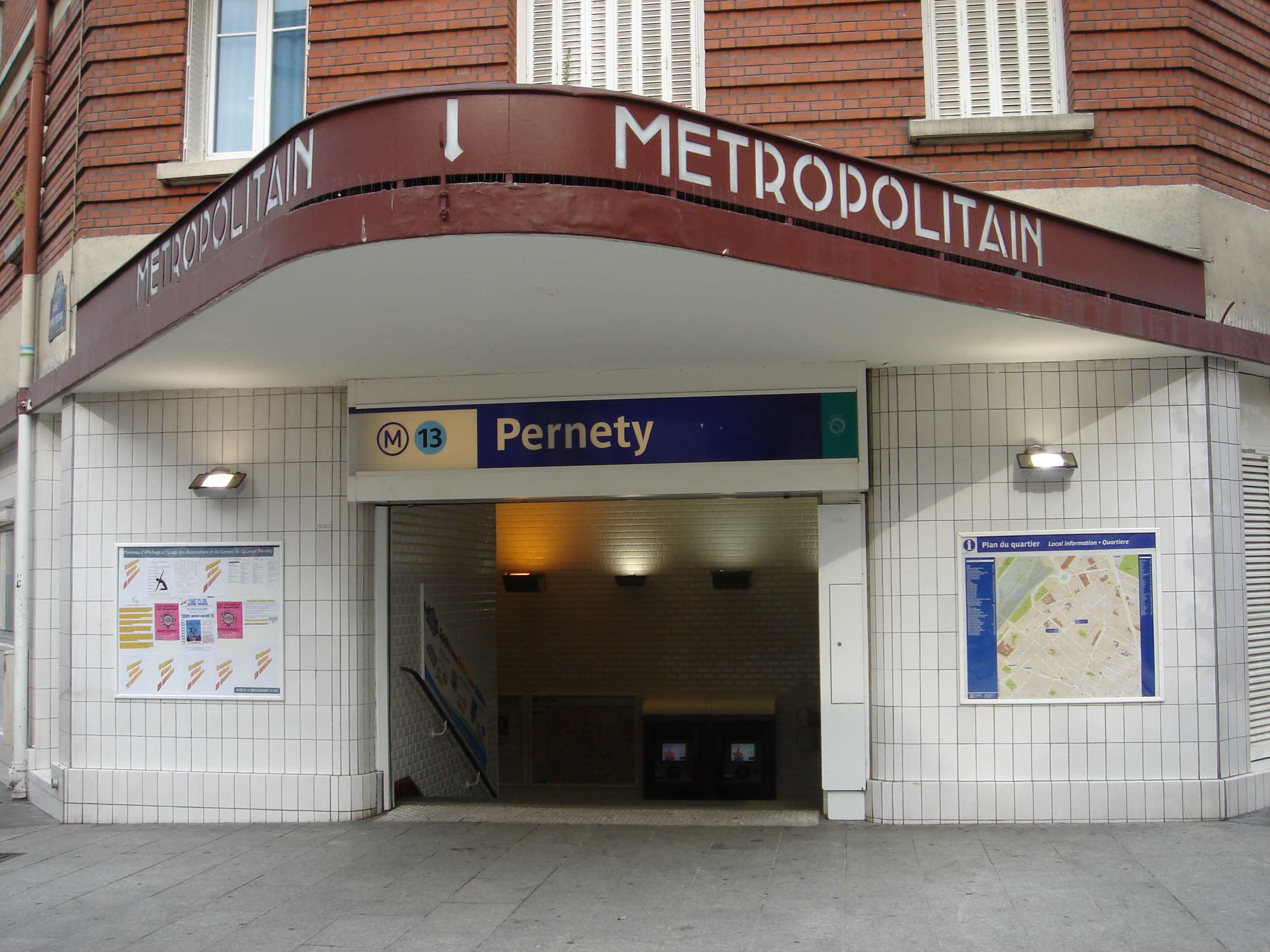
Pernety
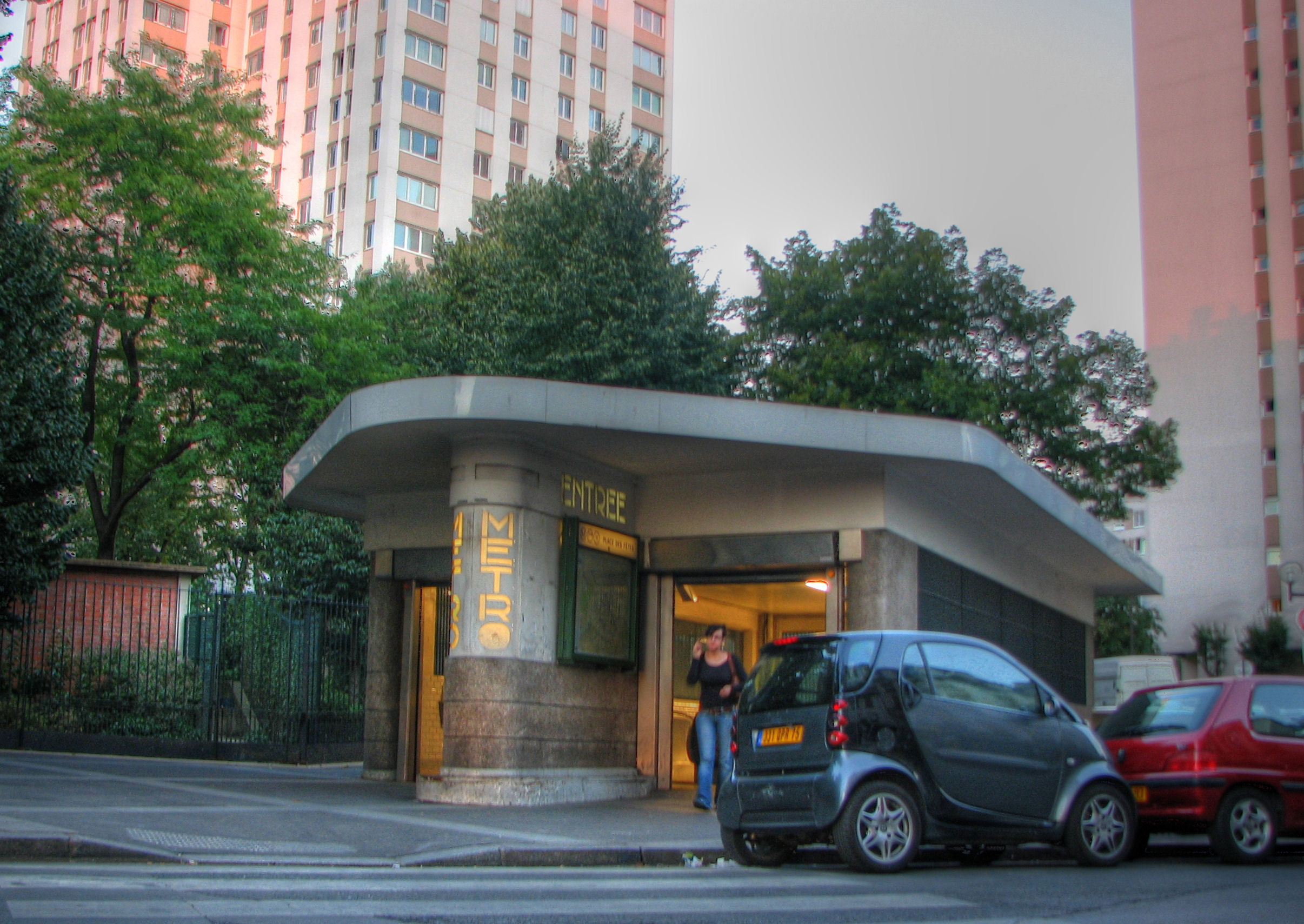
Place des Fêtes ve stylu art deco
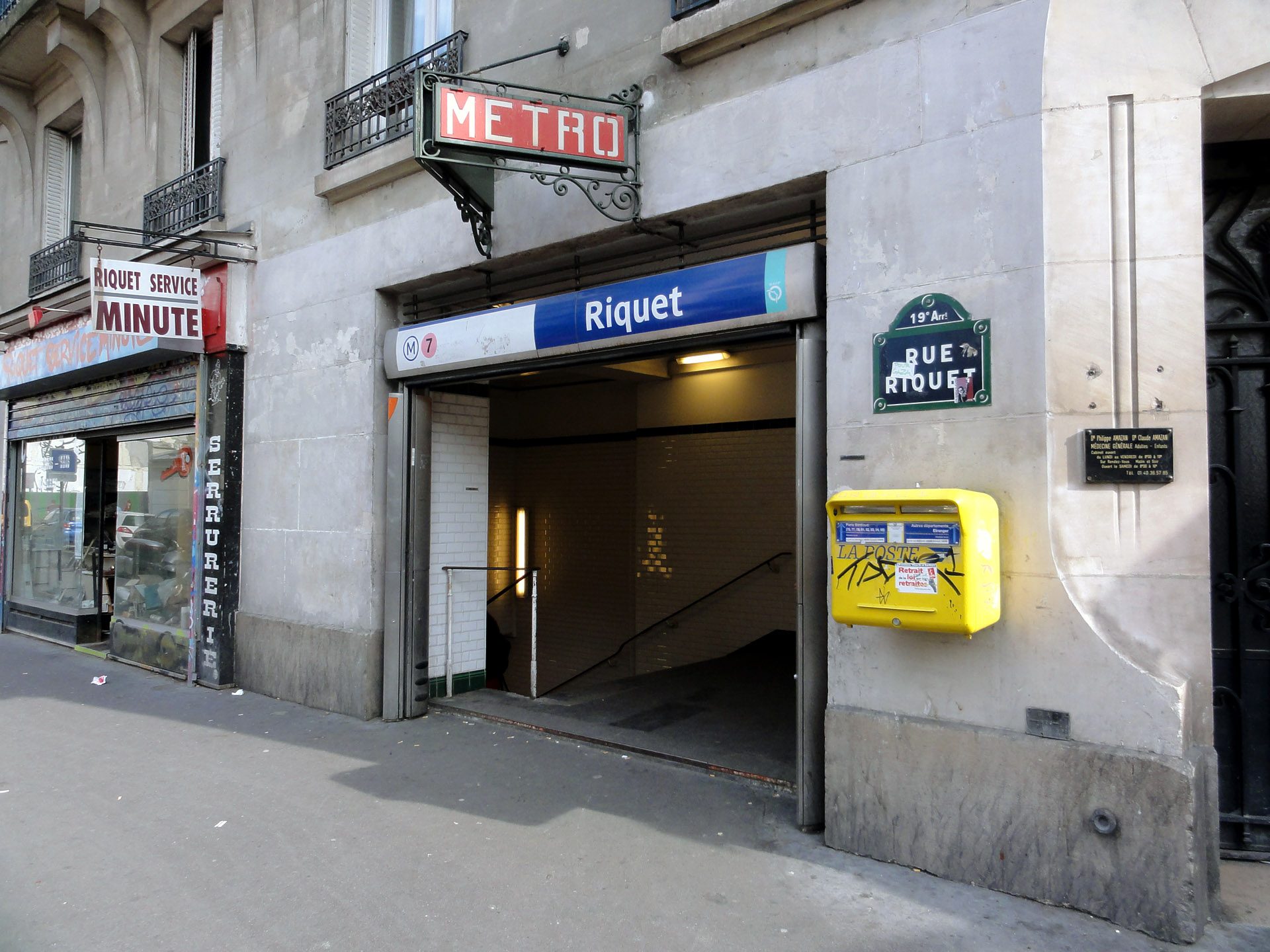
Riquet
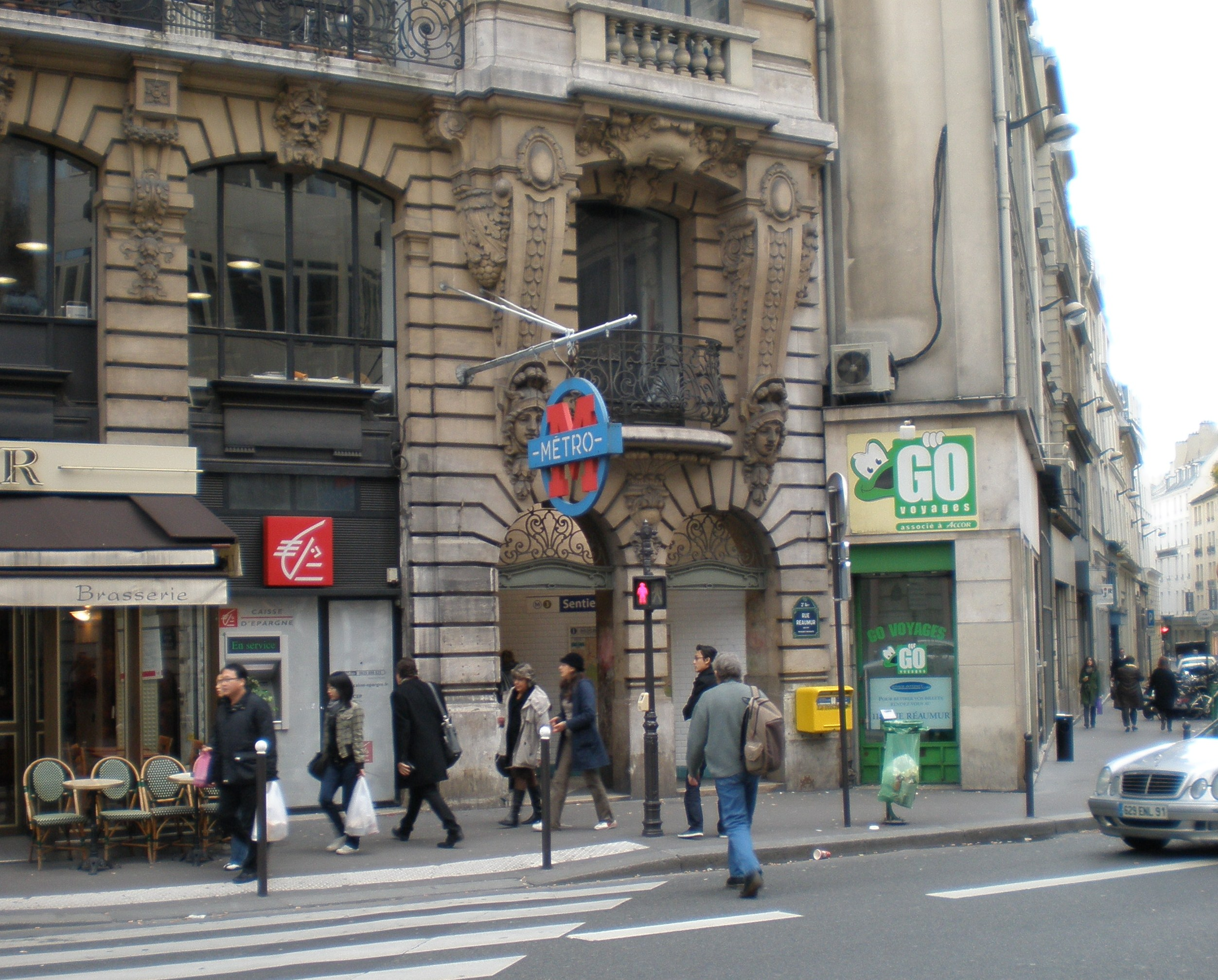
Sentier

### Informační sloupy
Vstupy jsou vybaveny sloupy upozorňující na přítomnost metra. Obě společnosti, MCP i Nord-Sud používaly vlastní styl.

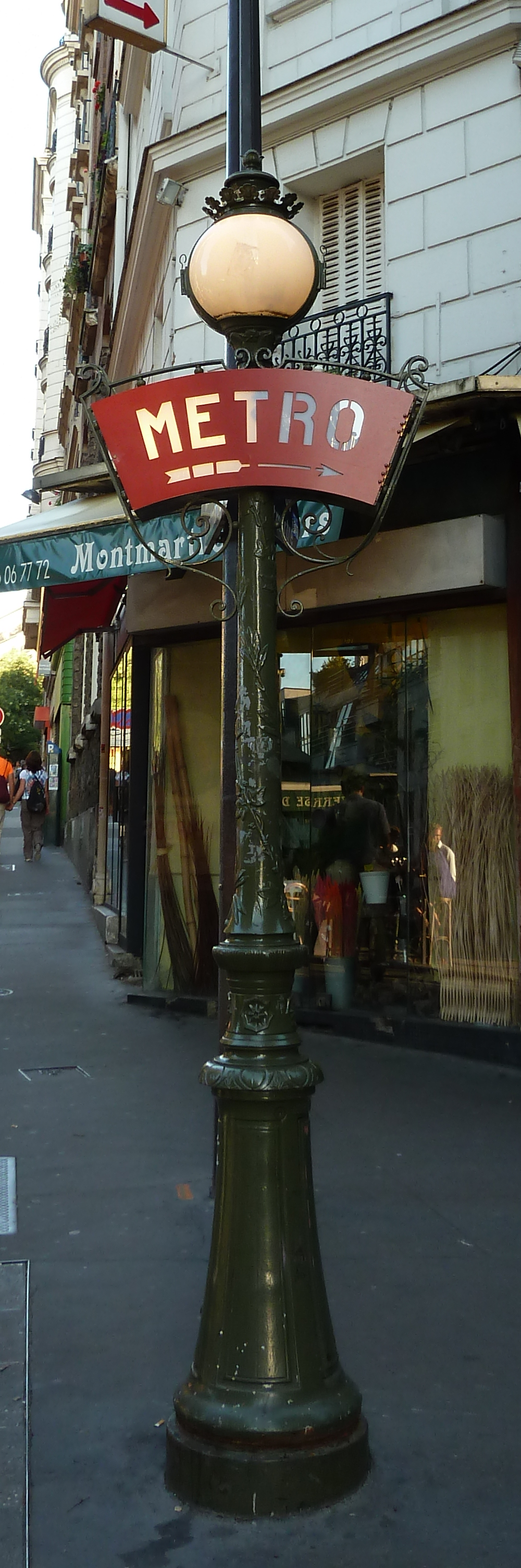
Lamarck – Caulaincourt (1912)

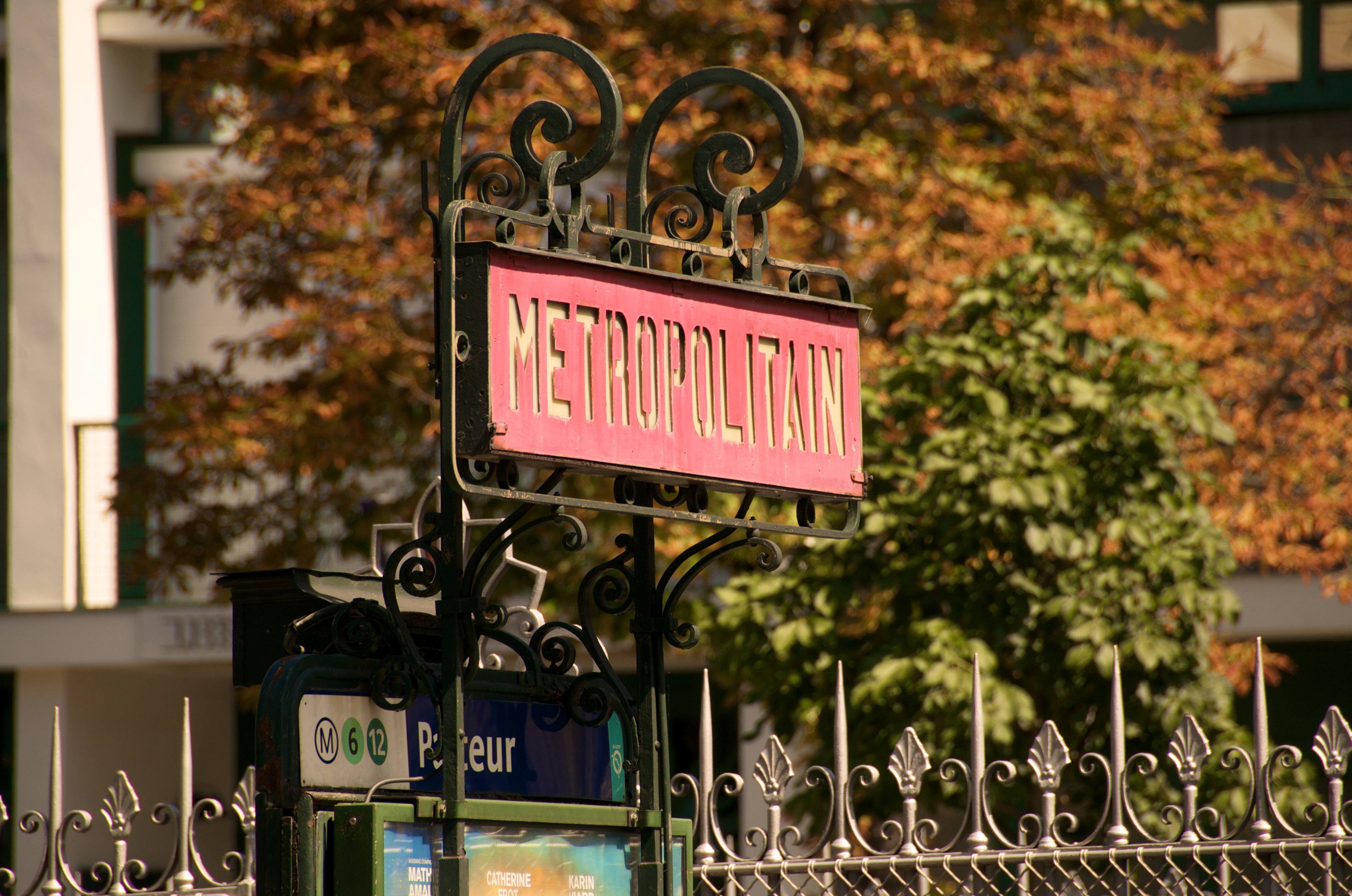
Společnost Nord-Sud (1910)

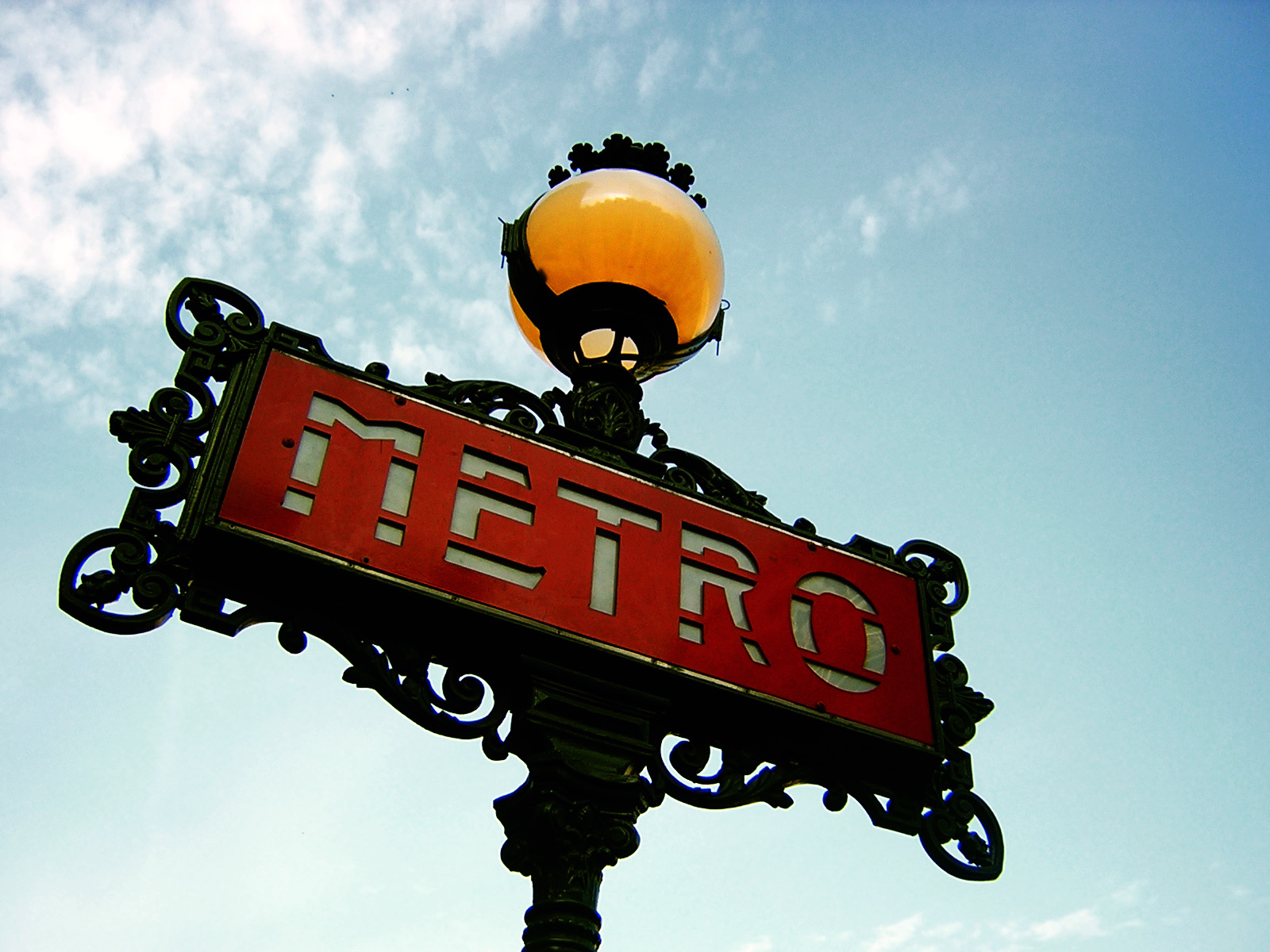
Typ Val d'Osne (1920)

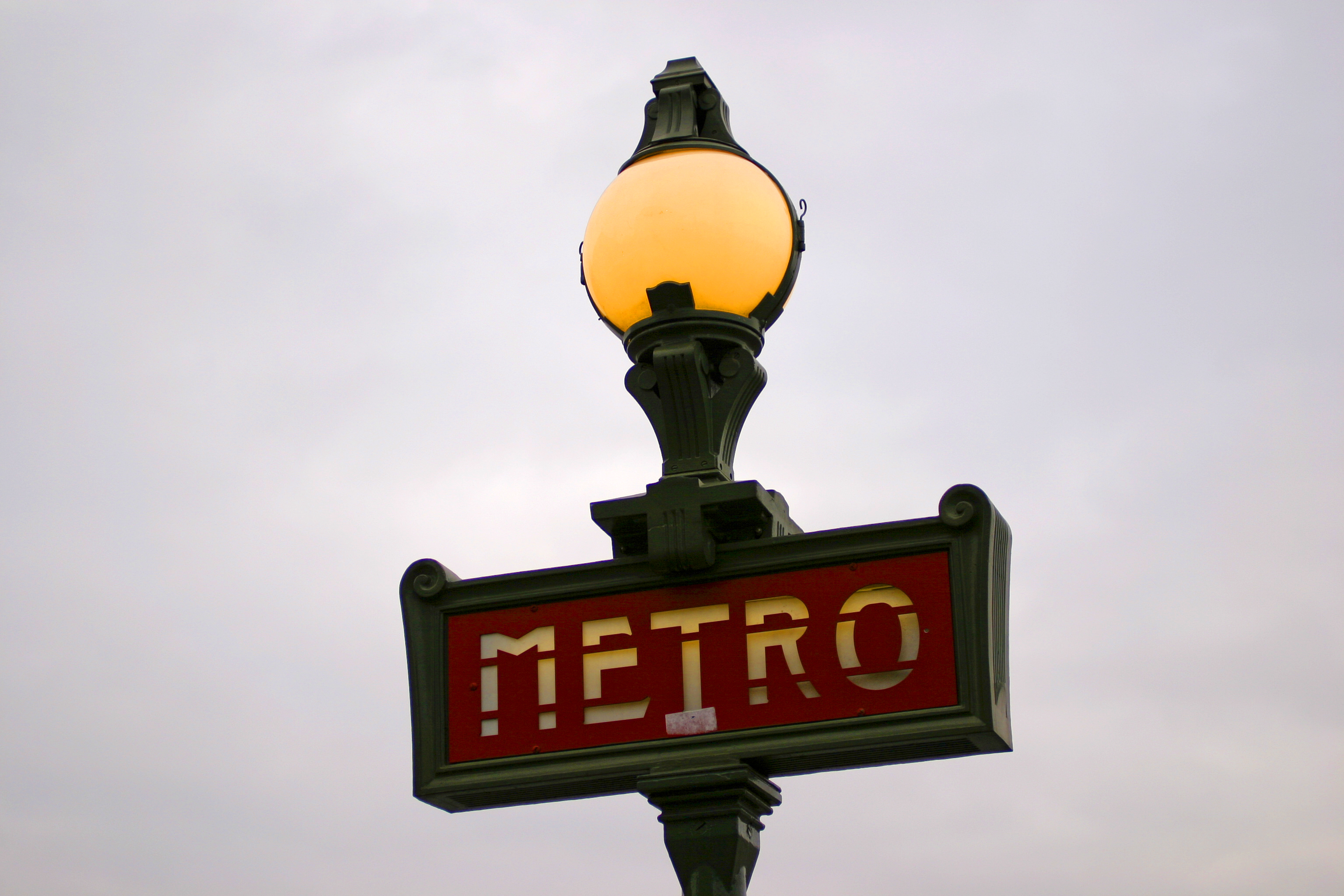
Typ Dervaux (1935)

V roce 1912 společnost Nord-Sud umístila sloup se nápisem ve tvaru pouliční lampy používaných ve městě u vstupu do stanice Lamarck – Caulaincourt na Montmartru, která tím, že byla umístěná ve svahu kopce, byla z ulice špatně viditelná. U zbývajících stanic společnost používala nápis Nord-Sud v bílé barvě na červeném podkladu, aby byl zdálky dobře viditelný. Po sloučení obou společností ve 30. letech byl nahrazen nápisem Métropolitain.
Společnost CMP dostala v roce 1923 od města Paříže nařízení umístit u každé své stanice čtyřmetrové lampy, aby byl vstup dobře osvětlen. Nechala proto ve slévárně Val d'Osne vyrobit litinové sloupy s kulatým světlem, nad kterým byl umístěn nápis MÉTRO. Podle výrobce se tento druh lamp nazýval Val d'Osne. Ve 30. letech však byla většina z nich nahrazena tzv. typem Dervaux, takže dnes jsou původní pouze na stanicích Saint-Paul, Saint-Germain-des-Prés, Iéna, Saint-Augustin, Le Peletier, Saint-Michel, Saint-Sulpice nebo Saint-Placide.
Společnost Nord-Sud od roku 1914 používala osvětlovací sloupy, které navrhl architekt Adolphe Dervaux (1871-1945). U společnosti CMP se objevily v roce 1922 a ve 30. letech převážily. Protože byly jednodušší a ne tak zdobné a více ladily s ostatním městským mobiliářem, nahradily postupně předchozí typ Val d'Osne považovaný za nemoderní.
Před druhou světovou válkou se u několika stanic objevilo nové značení: sloup s červeným písmenem M, obkrouženým modrým kruhem a překrytým modrým pruhem s bílým nápisem MÉTRO. V 60. letech se objevilo slovo MÉTRO v modré barvě na bílém podkladu obkroužené dvěma kovovými kruhy. V 70. letech se označení ještě více zjednodušilo. Nápis nahradilo žluté písmeno M uprostřed dvojího kruhu z korozivzdorné ocele, které bylo v noci osvětlené. Všechny tyto typy postupně nahrazovaly lampy typu Dervaux.
V roce 1998 byla zprovozněna linka 14 a při té příležitosti byl použit i nový symbol venkovního značení stanic. Dnes je toto značení umístěné nejen na stanicích této linky, ale i na některých jiných stanicích, např. La Défense linky 1 a také se užívá na stanicích RER, autobusů nebo tramvají. Na vidlicovém stožáru je umístěna tabule z průsvitného plastu s modrým písmenem M v kruhu, logem společnosti RATP případně SNCF a s názvem stanice ve spodní části panelu. V noci jsou panely osvětleny.
Některé stanice mají neobvyklé a originální nápisy, které se jinde neobjevují. Stanice Madeleine je označena nápisem PASSAGE PUBLIC – METRO. Vstup do stanice Miromesnil představuje ojedinělý vzor, žluté písmeno M ve čtverci místo v kruhu. Stanice Mairie de Montreuil má svislý nápis METRO na betonovém sloupu, který je součástí zábradlí kolem radnice. Nad vstupem do stanice Robespierre je nápis METRO v červeném kovovém rámu. Netypické je také zhotovení nápisu u stanice Bourse, které je zabudováno do zábradlí kolem paláce Brongniart, jiné stanice jako Vaneau, Place des Fêtes nebo Place Monge mají nápisy zabudované ve svých vstupech.

### Poválečný vývoj

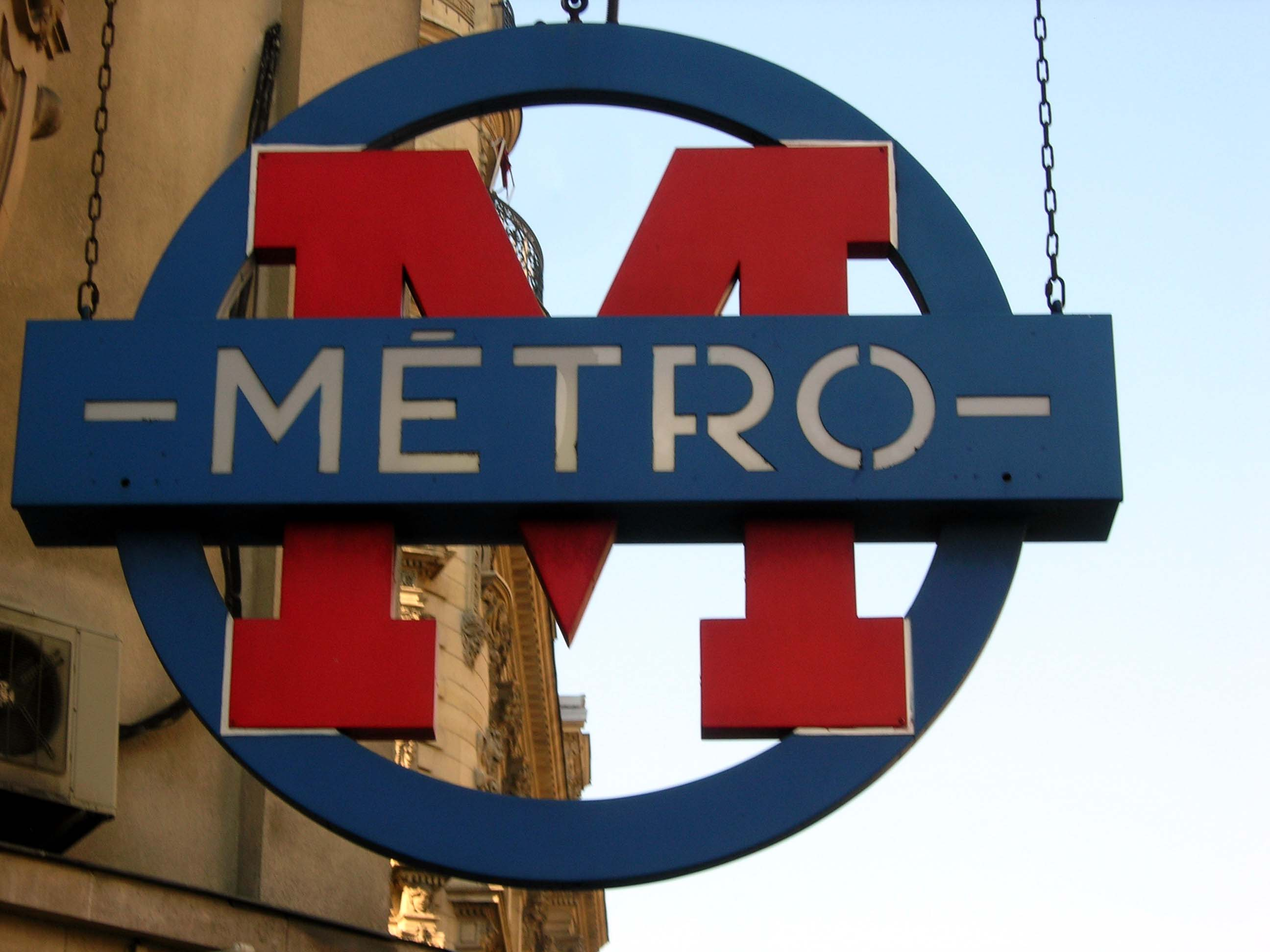
40. léta
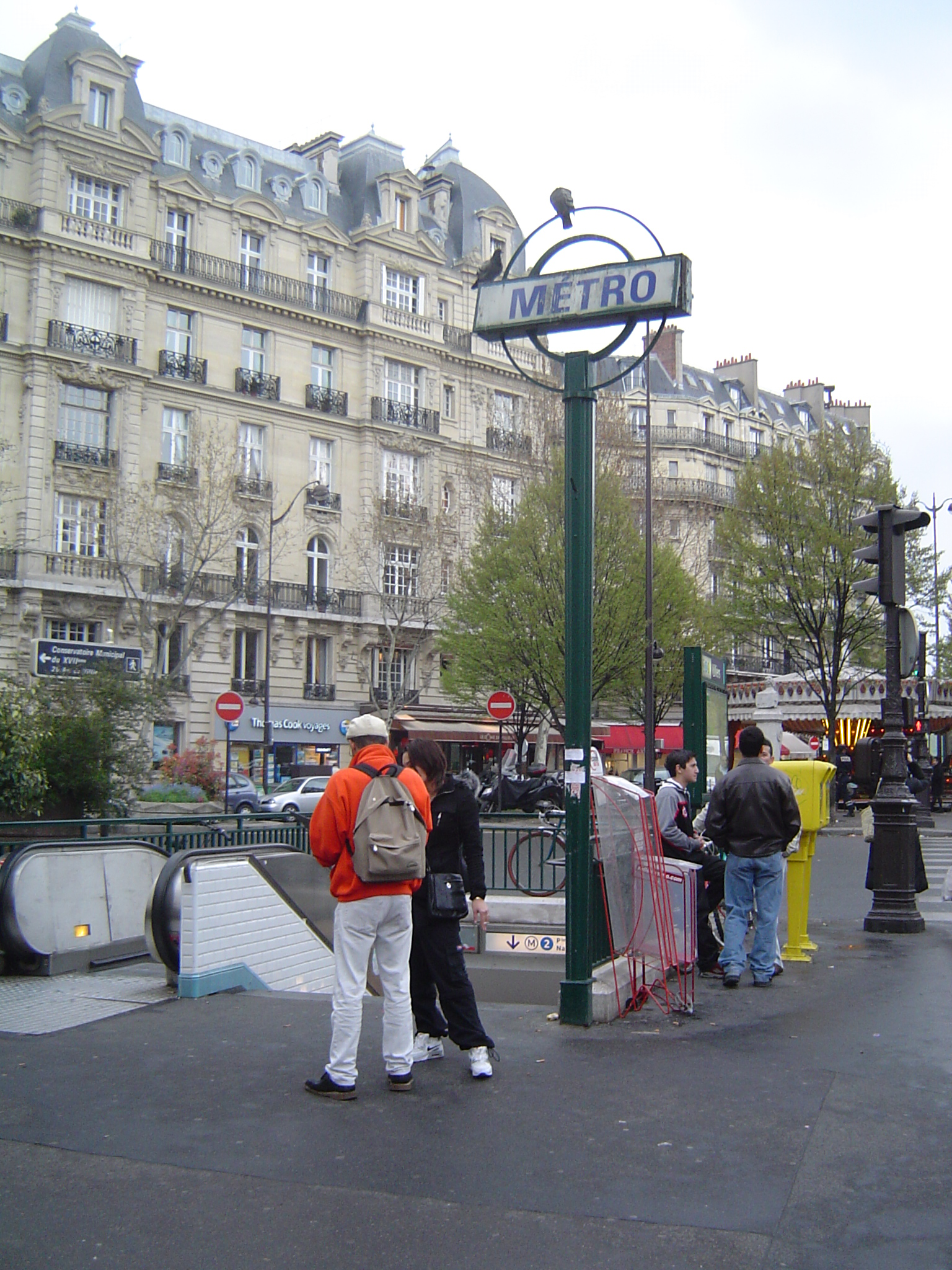
60. léta
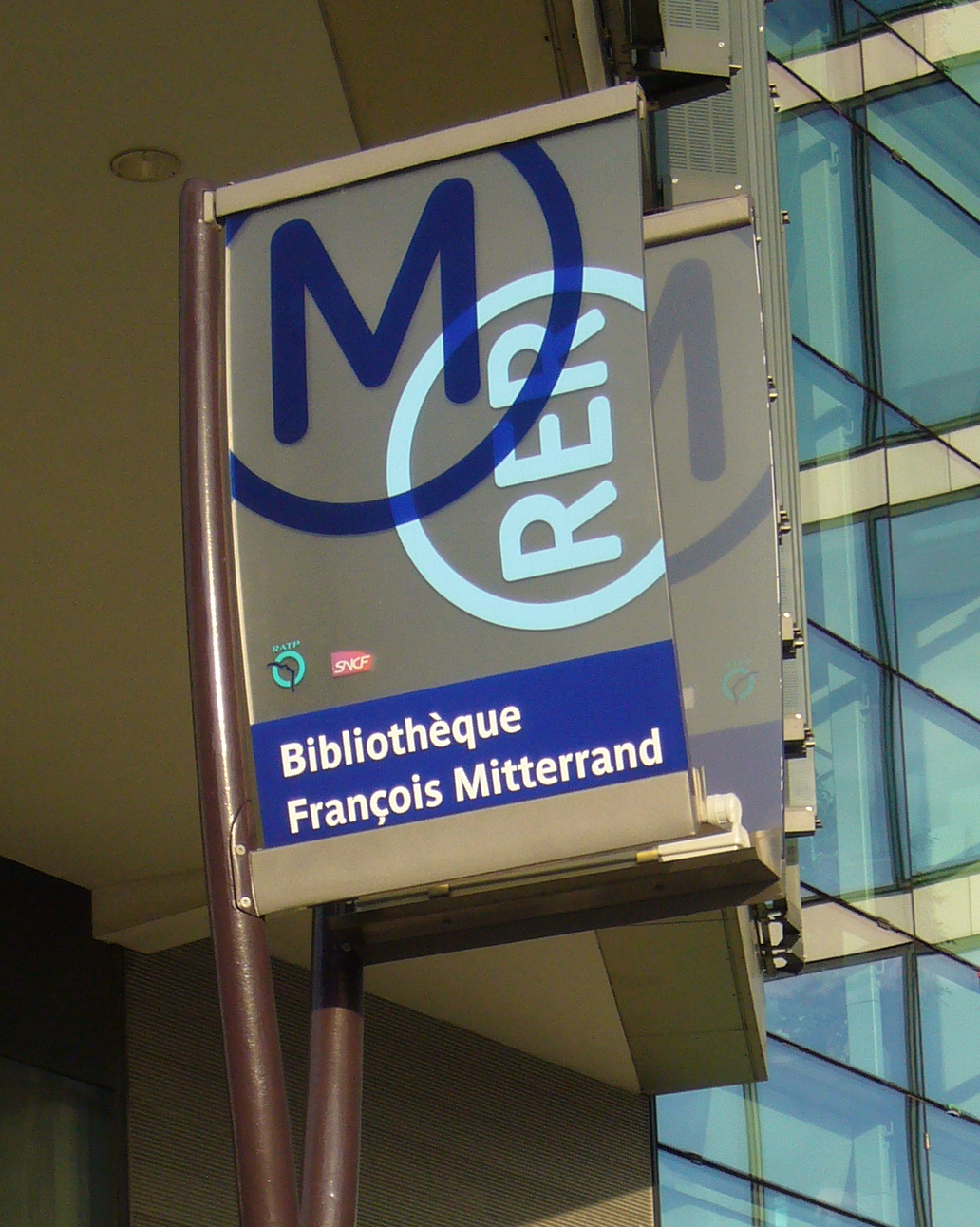
90. léta

### Neobvyklá označení

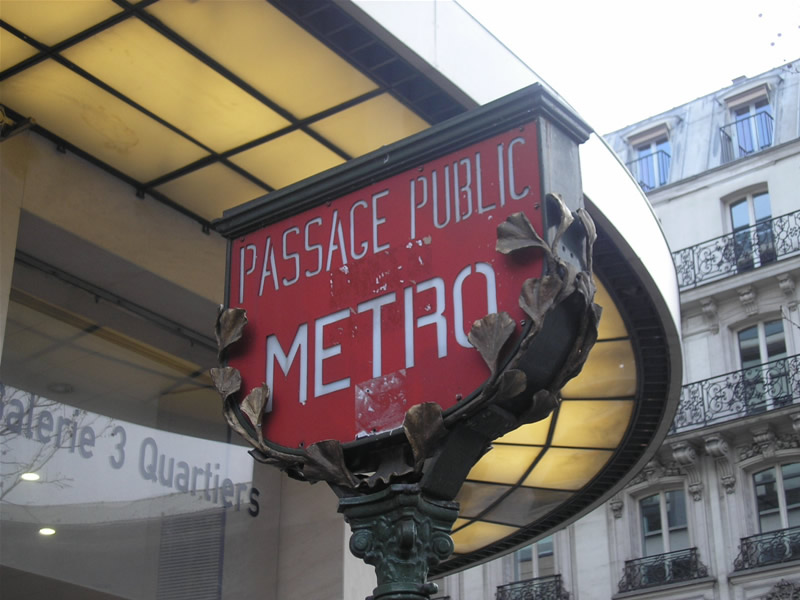
Madeleine
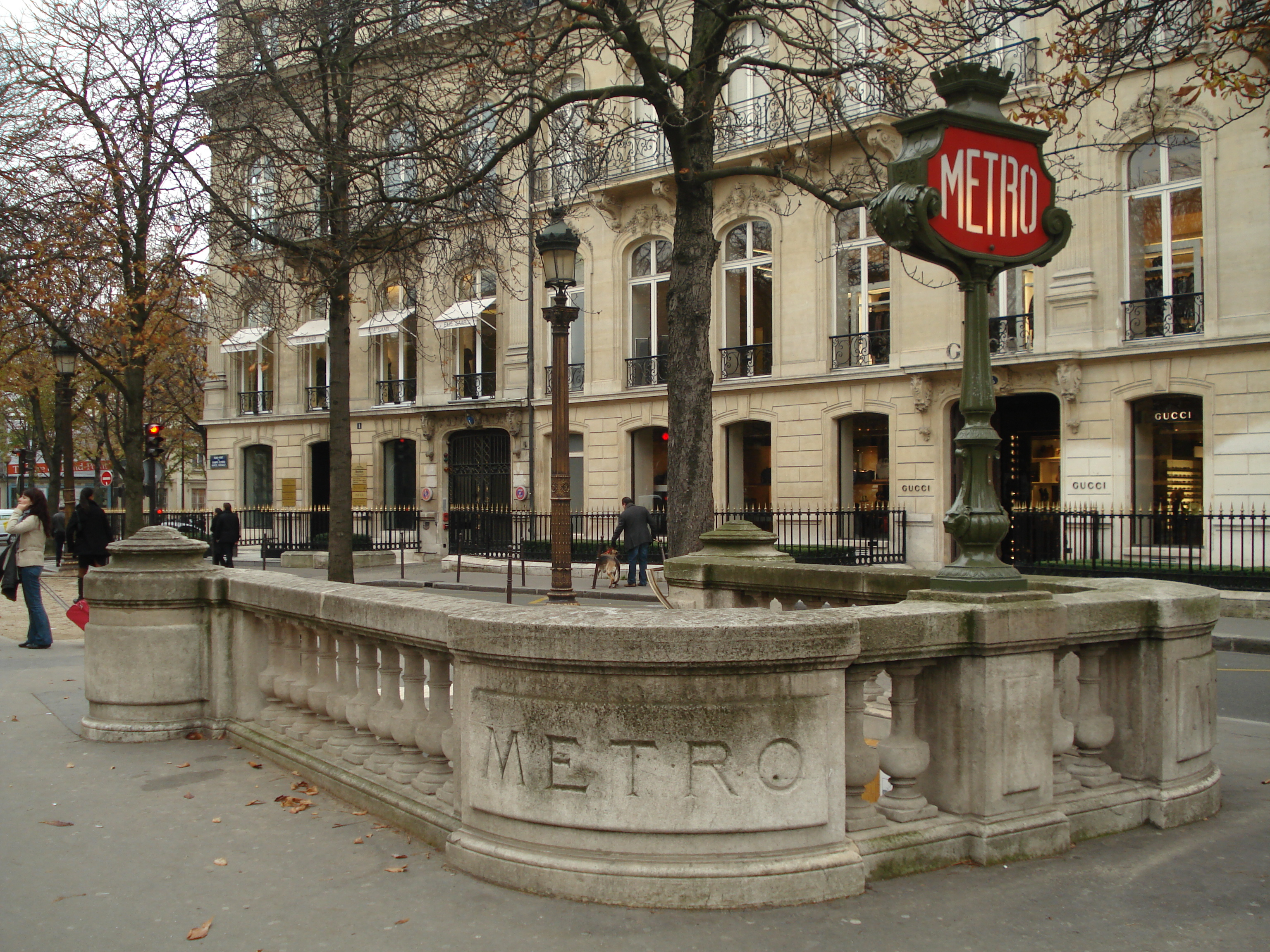
Franklin D. Roosevelt
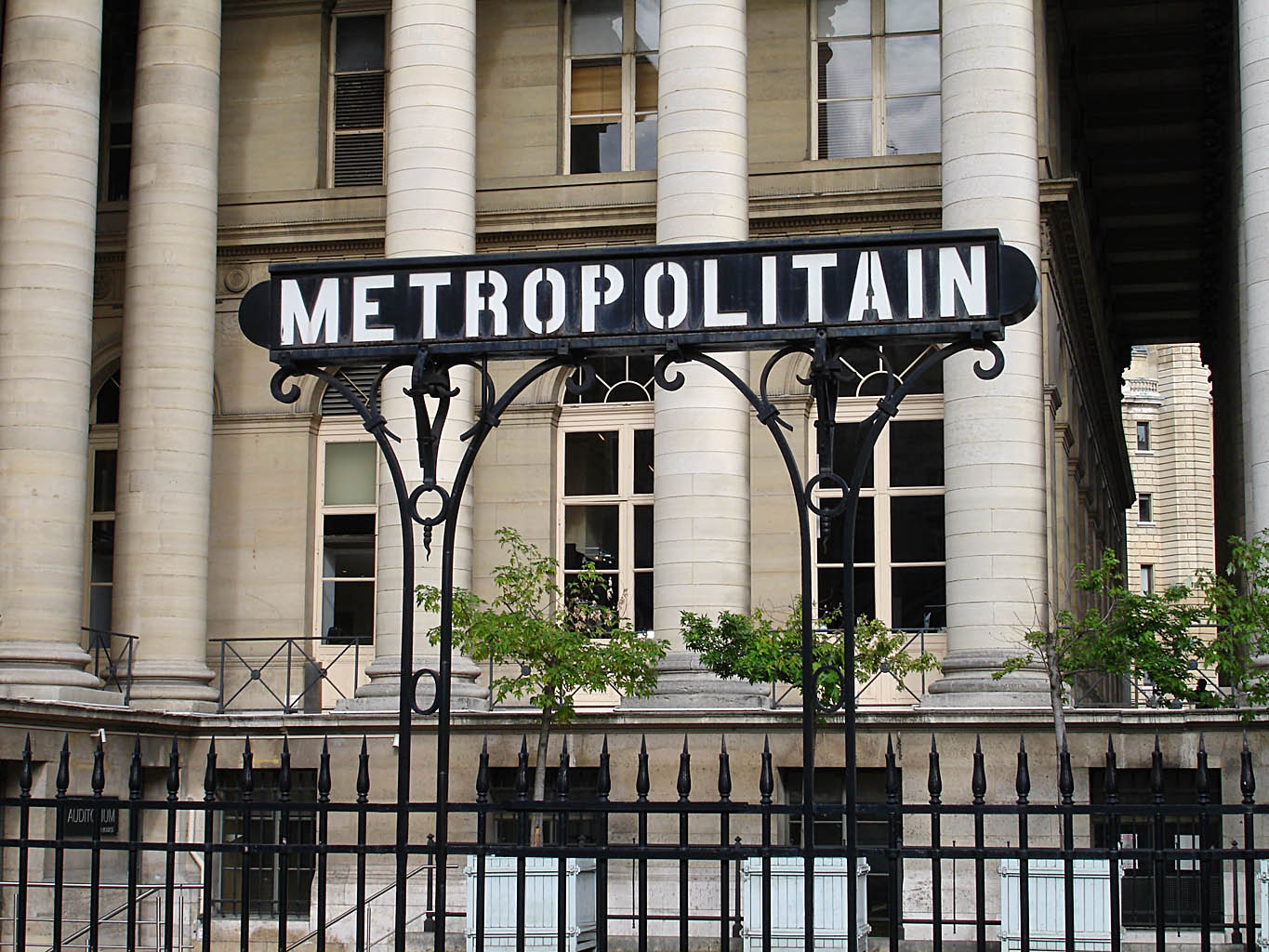
Bourse
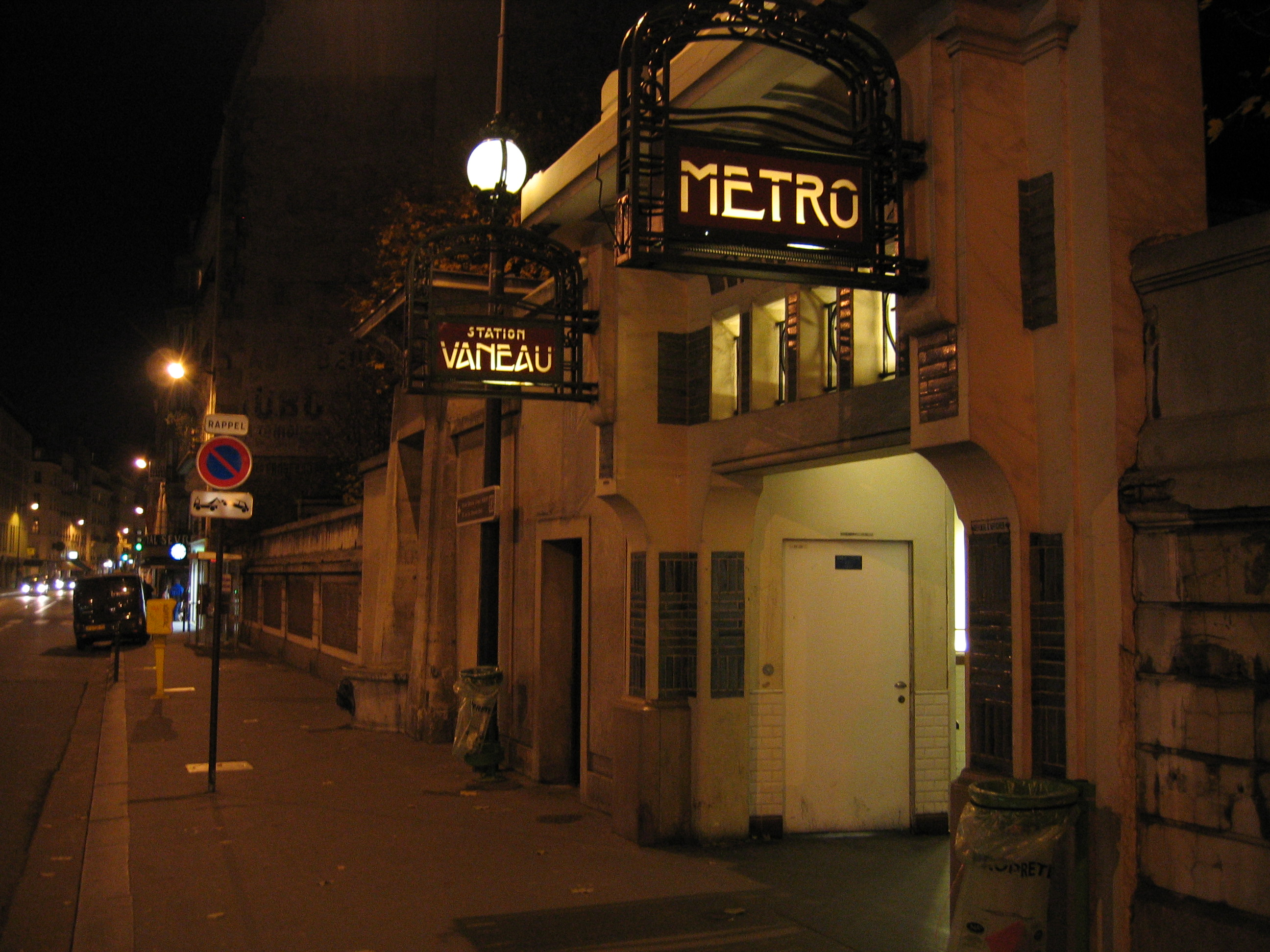
Vaneau
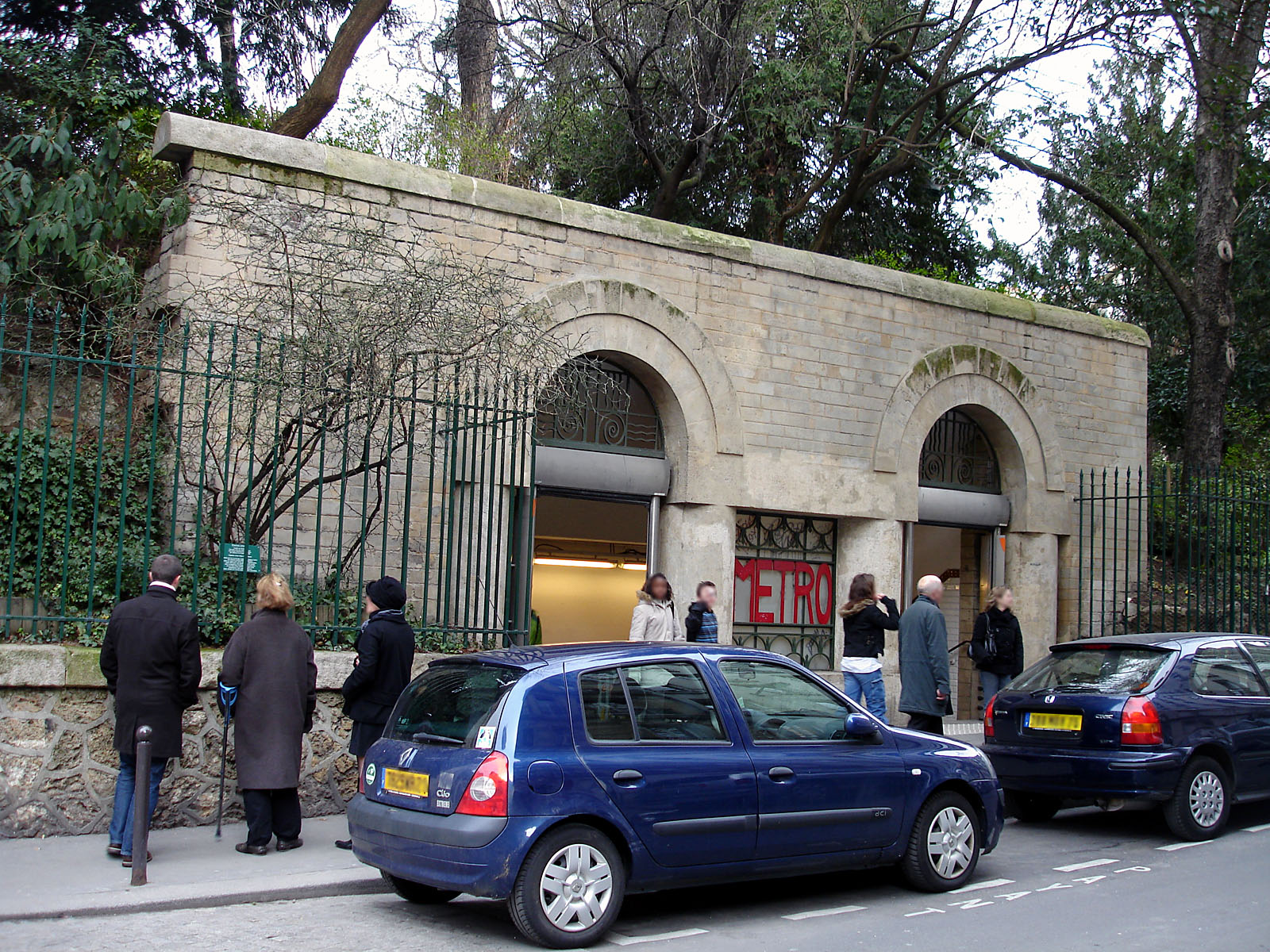
Place Monge

## Interiér

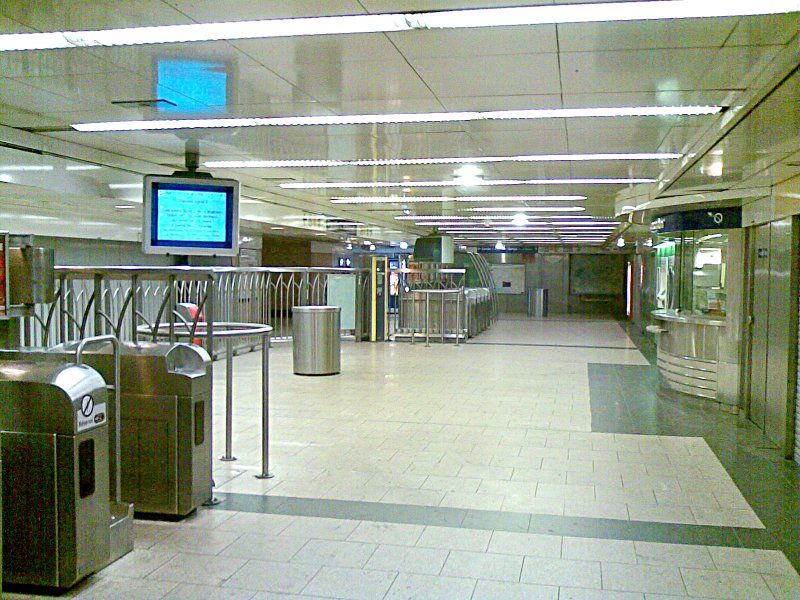
Renovovaný vestibul na Franklin D. Roosevelt

Většina stanic má podobnou vnitřní strukturu, která znamená přístup z ulice do prostoru, kde se prodávají jízdenky a dále chodby a schodiště vedoucí na nástupiště nebo propojující stanice mezi sebou.

### Prodejní prostor
Po vstupu do stanice je vestibul, kde je většinou alespoň jedna prodejní přepážka se zaměstnancem RATP a automaty na nákup lístků nebo kupónů. Přístup do placeného prostoru je přes turniket, který se otevře po zavedení magnetické jízdenky nebo přiložení karty passe Navigo.
Původně byl tento prostor vybaven pouze jednou přepážkou umístěné v jedné ze zdí. Od 30. let se zde začaly objevovat také tištěné i světelné plány metra. Od roku 1946 jsou zde rovněž plány čtvrtí ukazující výstupy na povrch. Postupně byly vestibuly doplňovány další nabídkou pro cestující jako automaty na cukrovinky a nápoje nebo telefonní budky. Od 70. let se ve stanicích, kde je dostatek prostoru objevily obchody. V některých případech byl vestibul rozšířen kvůli zvýšenému provozu. To jsou např. stanice Saint-Lazare, Montparnasse – Bienvenüe nebo Franklin D. Roosevelt, kde byl vybudován mezanin.

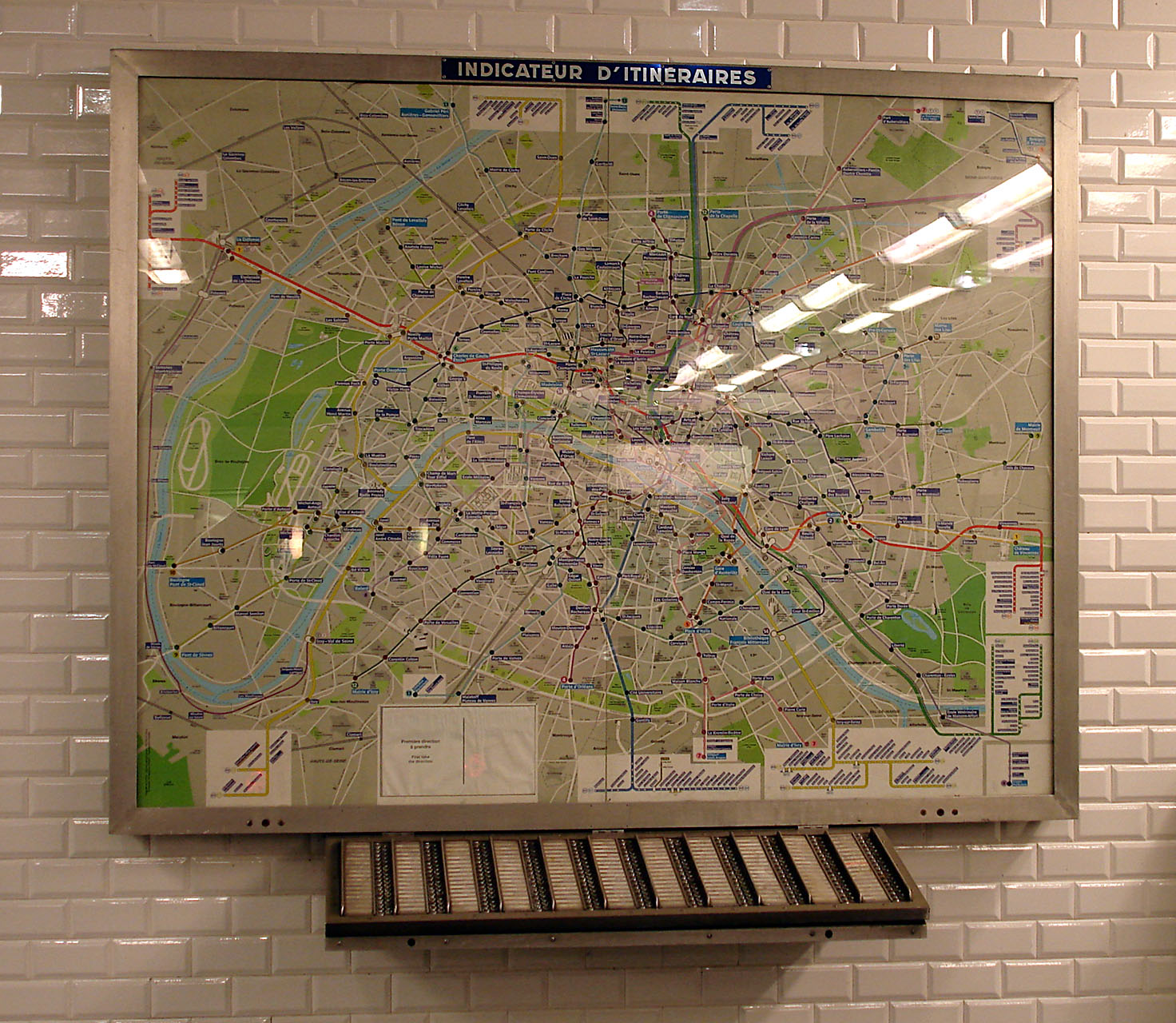
Plán ve stanici Pont de Levallois – Bécon

### Světelné plány metra
Světelné plány jsou známé pod zkratkou PILI (plans indicateurs lumineux d'itinéraires). Jedná se o mapy sítě, které umožňují cestujícím naplánovat trasu ze stanice, ve které se nacházejí. Na klávesnici jsou tlačítka s názvy stanic. Zmáčknutím příslušného tlačítka se na mapě rozsvítí série malých žárovek, které ukáží nejrychlejší trasu s přestupy v příslušných stanicích.
První PILI se objevily v roce 1937 z podnětu veřejnosti a zaznamenaly okamžitý úspěch, takže je společnost CMP instalovala do většiny stanic.
PILI inspiroval v roce 2000 sochaře Philippa Faviera. Jeho mapa byla založena na textech básníka Jacquese Roubauda v tradici OuLiPo a byla nainstalována ve stanici Pyramides u příležitosti 100. výročí pařížského metra.
V 90. letech nahradily PILI nové technologie. Nový systém používá dotykovou obrazovku pro zadání informací a mapu s LED diodami pro zobrazení tras. V roce 1996 byl umístěn do dvaceti stanic.

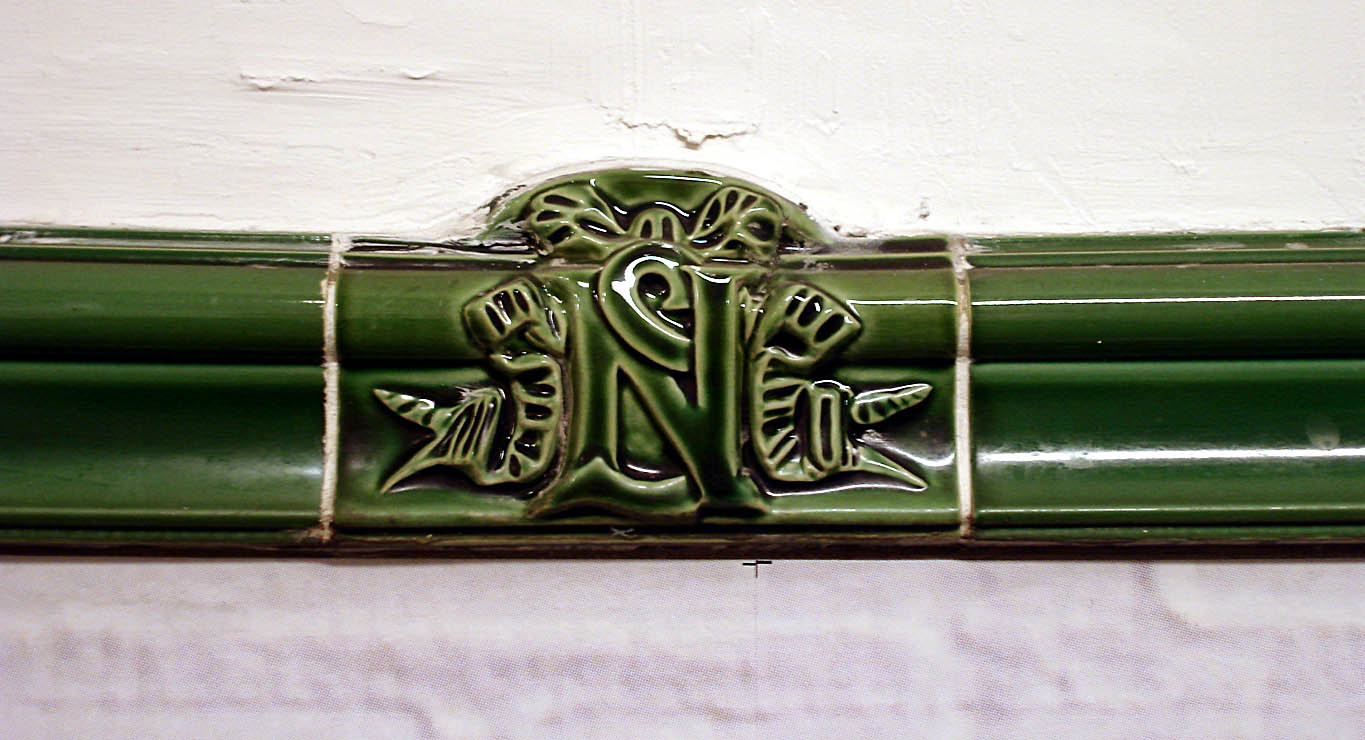
Vlys s iniciálami NS společnosti Nord-Sud ve spojovací chodbě stanice Sèvres – Babylone

### Chodby a schodiště
Přestup mezi nástupišti je téměř vždy přes labyrint chodeb a schodišť. Jen na některých stanicích je možné přestoupit z jedné linky na druhou na stejném nástupišti, např. Jussieu nebo Louis Blanc. Spojovací chodby jsou někdy velmi dlouhé, např. Montparnasse – Bienvenüe, Saint-Lazare, Châtelet, Invalides, proto jsou vybaveny jezdícími chodníky. Celkem 203 stanice má eskalátory, ale jen 43 stanice, včetně všech na lince 14, jsou díky výtahům přístupné pro tělesně postižené.

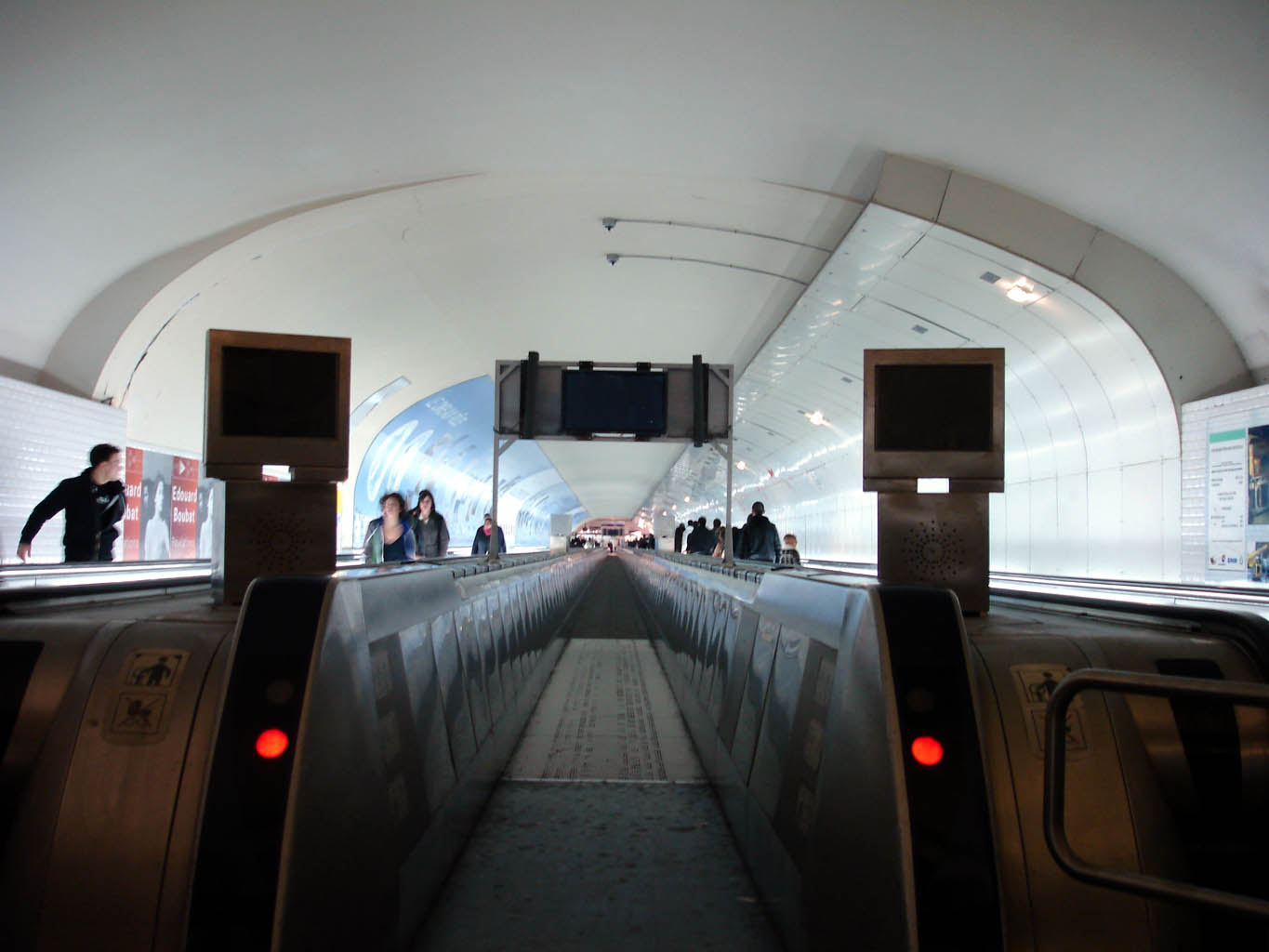
Travelátor na Montparnasse – Bienvenüe

Chodby jsou uzpůsobeny, aby maximálně usnadnily pohyb cestujících. Jejich vedení je pokud možno přímé, aby se předešlo zácpám a případné panice. Z tohoto důvodu jsou chodby jednosměrné bez vzájemného křížení. Nicméně při postupné výstavbě sítě nebylo vždy možné vytvořit dokonalý systém chodeb mezi více stanicemi a z tohoto důvodu jsou některé chodby velmi dlouhé.
Schodiště mají zpravidla 5 až 24 schodů a mají mezipatra umožňující odpočinek. Schody mají výšku 16 cm a hloubku 30 cm a jsou stejně jako chodby pokryty silnou karborundovou vrstvou, která je vyrobena s vysokou přesností, aby se zabránilo jakékoli nerovnosti, která by mohla způsobit pád.
Vzhledem k pozdější výstavbě stanic ve větší hloubce začaly být instalovány i eskalátory a výtahy.
V říjnu 1906 se provozovatel CMP zavázal instalovat výtahy ve stanicích, které mají nástupiště více než 12 m pod terénem nebo přes 8 metrů pod vstupním vestibulem. První výtahy se objevily v roce 1910 na stanici République a 1911 na Cité a Saint-Michel. V roce 1912 byly instalovány výtahy v hluboko položených stanicích Place des Fêtes (20,32 m) a Buttes Chaumont (28,70 m).
Eskalátor vynalezený ve Spojených státech se objevil poprvé na stanici Père Lachaise v roce 1909. Šest dalších bylo instalováno do roku 1920, v roce 1930 jich bylo v provozu patnáct a do roku 1966 celkem 86. V říjnu 1964 byl ve stanici Châtelet instalován první pohyblivý chodník.

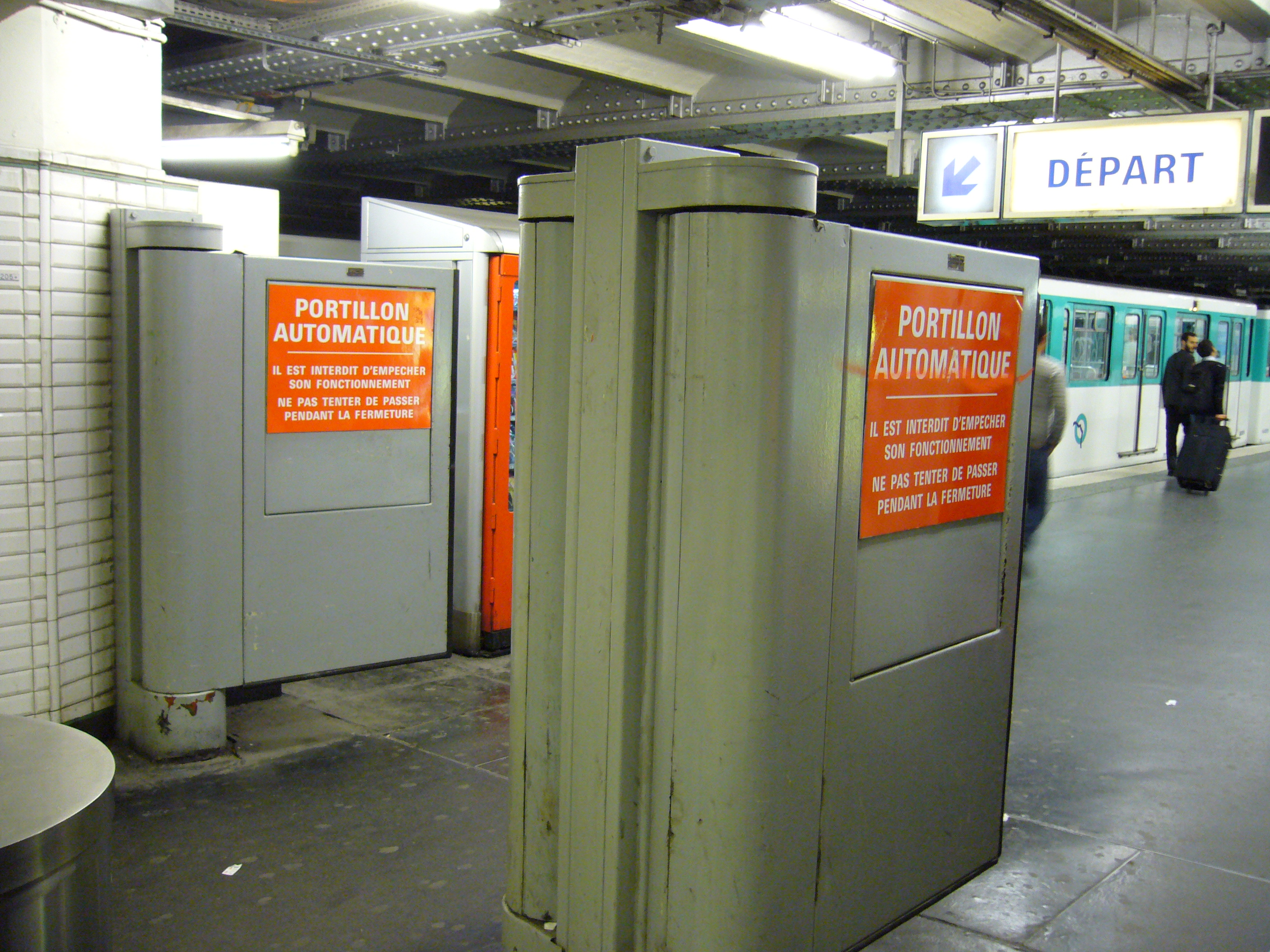
Nepoužívané brány na Porte d'Orléans

### Automatické dveře
Od 20. let se u vstupu na nástupiště objevily automatické brány, které vpouštěly cestující na nástupiště teprve poté, co vlak jel do stanice. První se objevily na lince 2 ve stanici Jaurès. Aktivace bran se spouštěla najetím vlaku na pedál umístěný na kolejích, ale mohly být ovládány i personálem ve stanici. Od 60. let již nejsou považovány za nezbytné pro regulaci pohybu cestujících na nástupištích a byly postupně vyřazeny. Někde zůstaly, jako např. ve stanici Porte d'Orléans, nejsou ovšem v provozu.

### Nástupiště
Pařížské stanice metra mohou být postaveny buď pod zemí, což je případ drtivé většiny z nich nebo na úrovni terénu či na viaduktu.

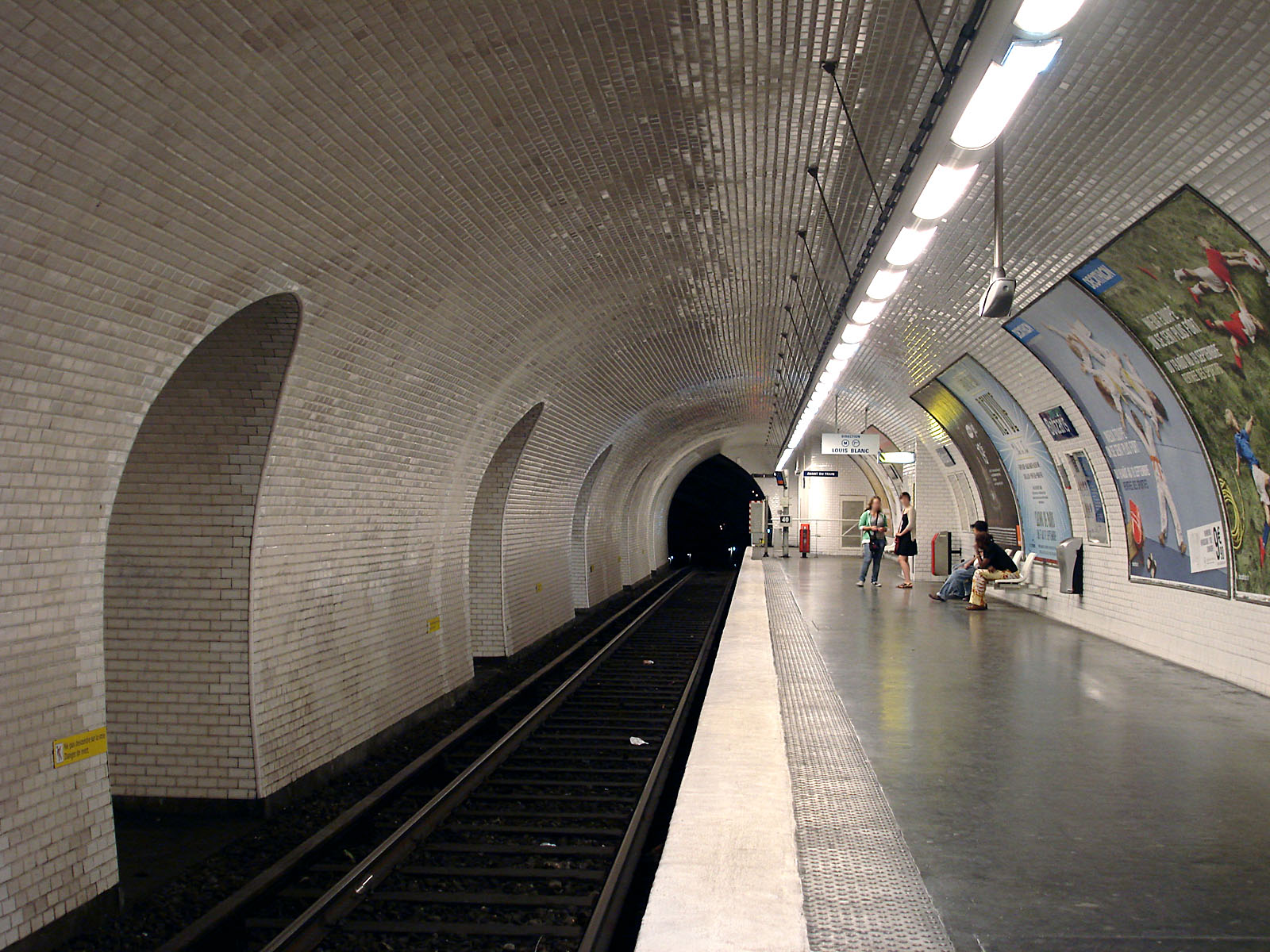
Pilíře mezi kolejištěm ve stanici Botzaris

Podzemní stanice jsou obvykle klenuté se dvěma kolejemi uprostřed a nástupišti po stranách. Některé mají obě koleje oddělené středními pilíři podpírajícími klenbu kvůli nestabilnímu podloží. Tak je tomu např. ve stanicích Grands Boulevards (linky 8 a 9), Saint-Georges (linka 12) nebo Buttes Chaumont a Botzaris (linka 7bis).

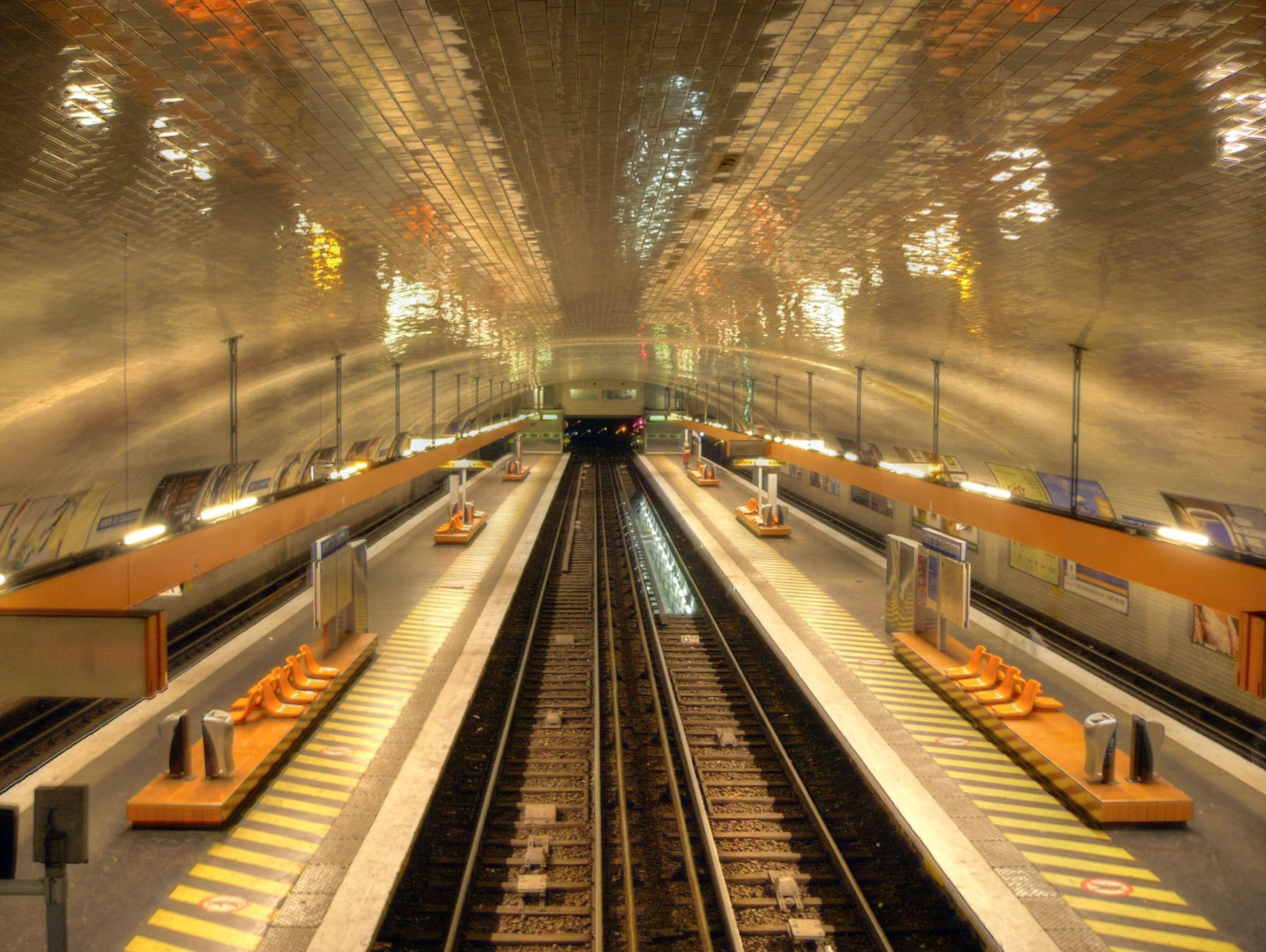
Čtyři koleje na Porte de Charenton

Část stanic má jiné uspořádání. Několik stanic ležících na bývalých smyčkách konečných stanic má jednosměrný provoz a tedy jen jednu kolej (např. linka 10 na jihozápadě Paříže). Některé stanice mají koleje po stranách centrálního nástupiště (jak je např. obvyklé v pražském metru), jako linka 7bis nebo stanice La Motte-Picquet – Grenelle na linkách 8 a 10. A rovněž několik stanic má tři koleje, obvykle se jedná o konečné stanice nebo bývalé konečné stanice s jedním postranním nástupištěm a jedním centrálním mezi dvěma kolejemi, např. Porte de la Chapelle (linka 12). Některé bývalé konečné stanice mají i čtyři koleje – Porte de Montreuil (linka 9), Porte de Saint-Cloud (linka 10) nebo Porte de Charenton (linka 8).
Stanice Liège (linka 13) a Commerce (linka 8) musely být vzhledem k okolnostem postaveny alternativním způsobem. Ulice, pod kterou vedou linky metra, jsou příliš úzké, takže nástupiště nemohla být vybudována obvyklým způsobem proti sobě. Byly proto zřízeny za sebou. Na jednom nástupiště jsou vždy dvě koleje – přední pro nástup a výstup, po zadní vlaky přejíždějí na druhé nástupiště.

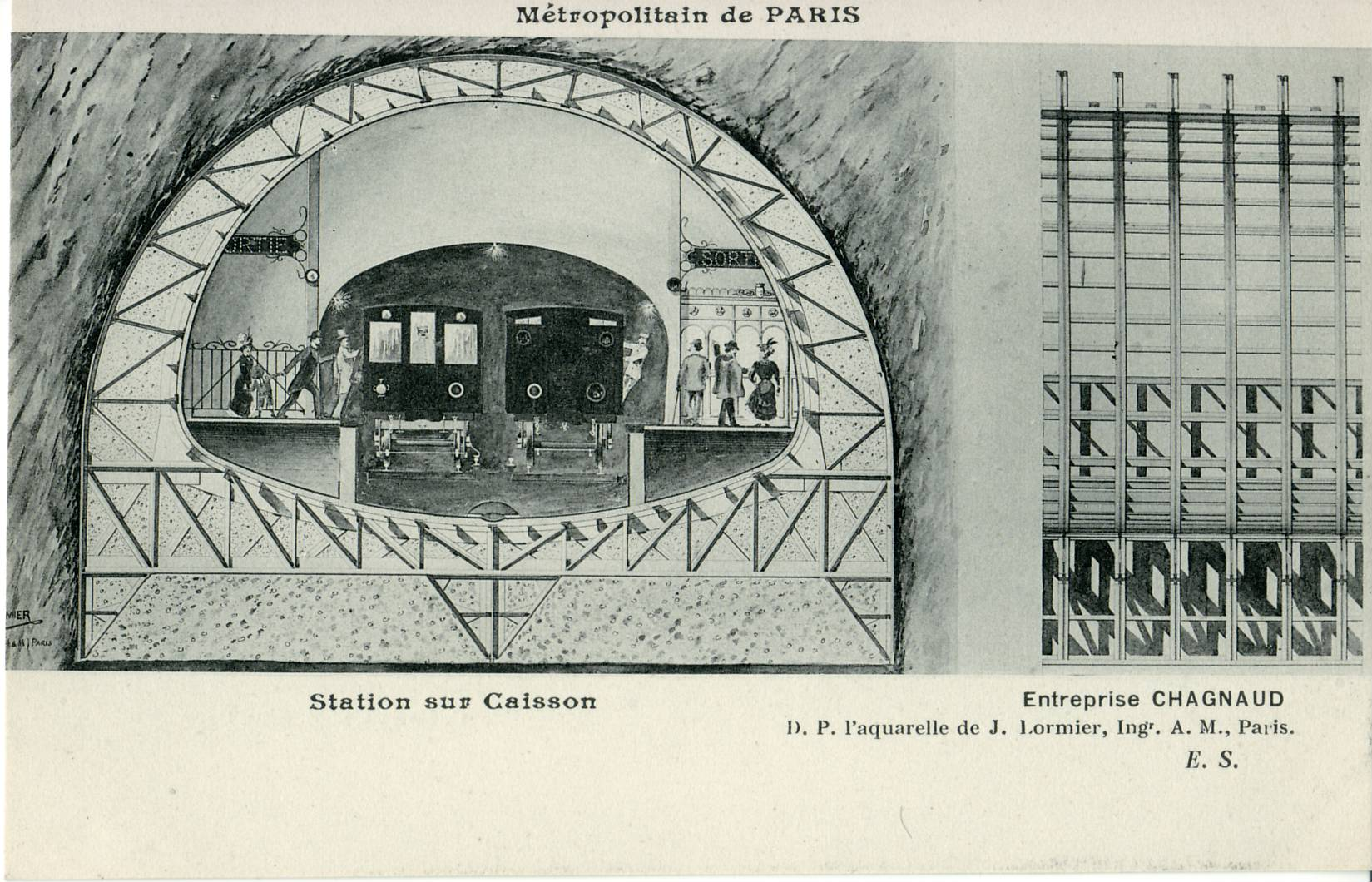
Dobový průřez stanicí (cca 1900)

Stanice nejběžnějšího typu, tj. s kolejemi uprostřed a nástupišti po stranách mají klenutý strop do výšky 5,90 m a maximální šířku 14,14 m. Výška zděných pilířů dosahuje až ke 2 m. Obě nástupiště jsou od sebe vzdáleny 5,33 m mezi kolejištěm. Mají šířku 4 m a menší sklon směrem k trati. Při prodlužování stanic pro vlaky se šesti vozy o délce 90 metrů v roce 1963 bylo šest nejméně frekventovaných stanic zvětšeno do podoby nikoliv oblouku, ale stropu podepřeného sloupy. Jsou to např. Louvre – Rivoli, George V nebo Argentine.
Některé stanice mají kovovou střechu, protože prostor mezi tunelem a povrchem byl menší než sedm metrů a nemohla být proto postavena klasicky klenutá stanice. Nosníky jsou zabudované do zdí stanice. U stanic s více kolejemi je strop navíc podpírán litinovými sloupy. To je případ Gare de Lyon (linka 1) a Porte d'Orléans (linka 4), kde jsou tři koleje a Gare de l'Est (linka 5 a 7), která má čtyři koleje.
Stanice se dvěma nástupišti mají standardní délku 75 metrů a šířku 13,50 m a mají zděné stěny. Většina stanic postavená při posledních prodlouženích linek na předměstích má čtvercový průřez a je postavena ze železobetonu. Některé mají propojenou halu s mezaninem a vstupem do jednoho celku, jiné jsou zcela otevřené bez střechy.

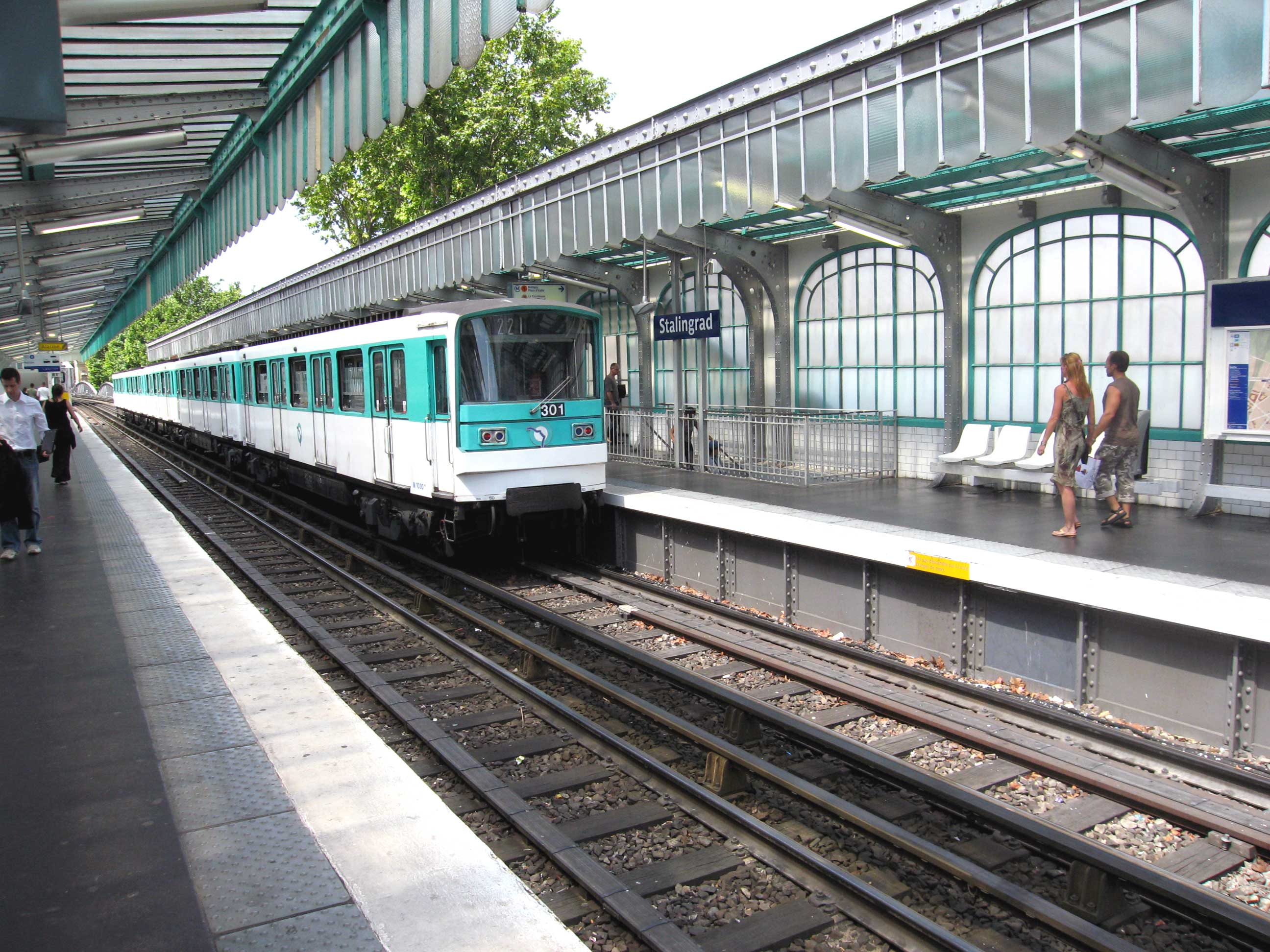
Otevřená stanice Stalingrad na lince 2

Stanice na viaduktech jsou 75 m dlouhé a jejich nástupiště jsou 4,10 m široká. Jsou neseny čtyřmi řadami pilířů stejně jako celá trať. Dvě řady litinových sloupů na vnitřní straně a dvě řady zděných sloupů na vnější straně. Čtyři pilíře v rozích mají dekorativní prvky, je zde znak města Paříže nebo glóbusy zdobené girlandami a rohy hojnosti.
Stanice na obou hlavních nadzemních linkách 2 a 6 jsou odlišné. Zatímco na lince dvě mají nástupiště markýzy lemované okny a kolejiště je pod otevřeným nebem, na lince 6 jsou cihlové zdi bez oken s geometrickými vzory na vnější straně a se střechou přes celou stanici. Stanice Passy, Saint-Jacques a Bel-Air na této lince jsou umístěny na úrovni terénu a mají jen částečné zakrytí.

## Styly podle období
Výzdoba jednotlivých stanic je velmi ovlivněna obdobím, ve kterém vznikly a na různých pozdějších pokusech o její zlepšení.

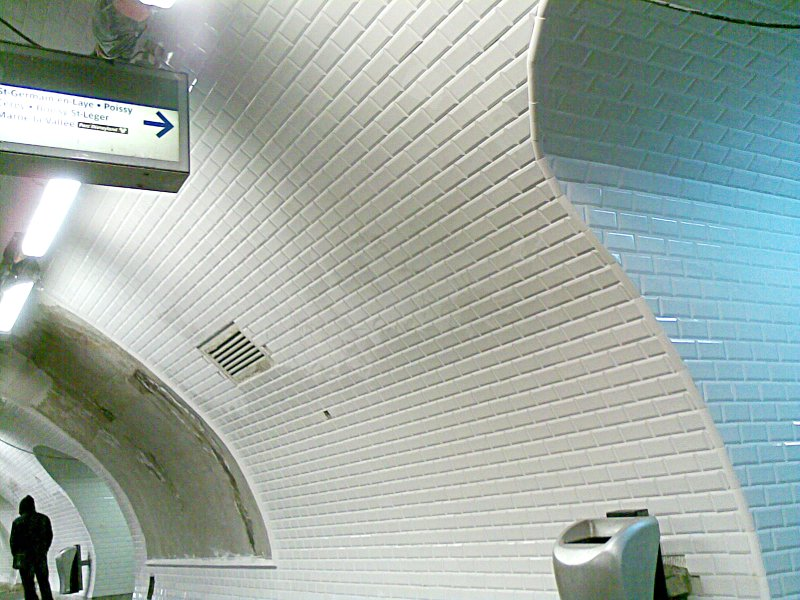
Renovace tradičního obkladu z bílých dlaždic

### Původní výzdoba
Zpočátku byly stanice vybaveny jen velmi jednoduše smaltovanou cedulí označující název stanice, několika lavicemi a stanovištěm vedoucího stanice uprostřed nástupiště a byly velmi spoře osvětlené, takže bylo téměř nemožné číst knihy nebo noviny z důvodu nedostatku světla. Vzhledem k technickému pokroku na počátku 20. století měly lampy používané v metru sílu jen pěti luxů. Pro zlepšení osvětlení metra byly stěny stanic obloženy zkosenými bílými dlaždicemi, které odrážely maximum světla. Tyto dlaždice, které vyráběla továrna Boulenger, se staly jedním ze symbolů pařížského metra. Po požáru ve stanici Couronnes v roce 1903 byly východy označeny svítícími nápisy sortie (východ). Velmi rychle se na nástupištích objevily billboardy a prodejci cukrovinek chránění přepážkami, aby se zabránilo pádu v případě paniky. Ze stejného důvodu byly kanceláře výpravčího přesunuty z centra nástupišť do výklenků ve zdi.

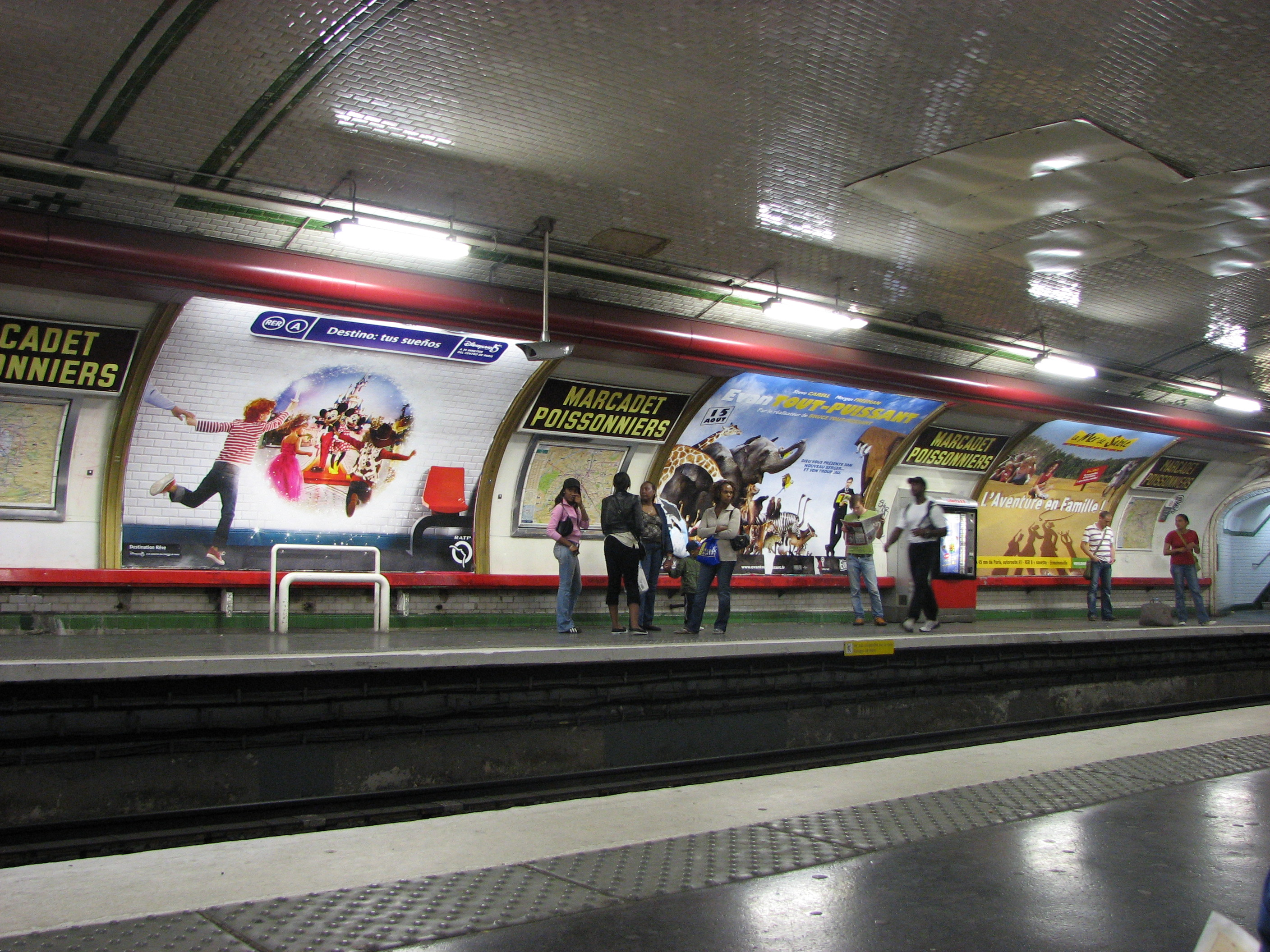
Kovový obklad na Marcadet – Poissonniers

### Carrossage
Na počátku 50. let se nově založená společnost RATP rozhodla i přes hospodářské obtíže poválečného období zmodernizovat některé ze svých stanic. Původní zkosené dlaždice byly považovány za zastaralé. Kvůli snížení nákladů bylo zvoleno kovové obložení montované přímo na kachlové stěny stanic, které bylo také vhodnější pro umisťování reklamních billbordů. Toto oplechování (fr. carrossage) bylo poprvé použito v roce 1952 při modernizaci stanice Franklin D. Roosevelt (nástupiště linky 9). Během následujících let byly takto renovovány i další stanice jako Opéra (linka 3), Chaussée d'Antin – La Fayette (linka 9), Saint-Paul, Franklin D. Roosevelt (obě linka 1) a République (nástupiště linky 3). Protože ohlas veřejnosti byl pozitivní, byl zahájen rozsáhlý program modernizace. V roce 1959 a 1960 byly všechny stanice linky 12 opláštěny žlutým kovem se zeleným obložením. V letech 1960-1963 bylo nově obloženo na padesát stanic. V následující fázi do roku 1967 bylo změněno obložení v asi 20 dalších stanicích. Od tohoto stylu se však následně upustilo z důvodu obtížné údržby zdiva, při které bylo nutno obložení složitě odstraňovat. Množství stanic s tímto obkladem bylo po roce 2007 během obnovy metra opět vybaveno klasickými zkosenými dlaždicemi.

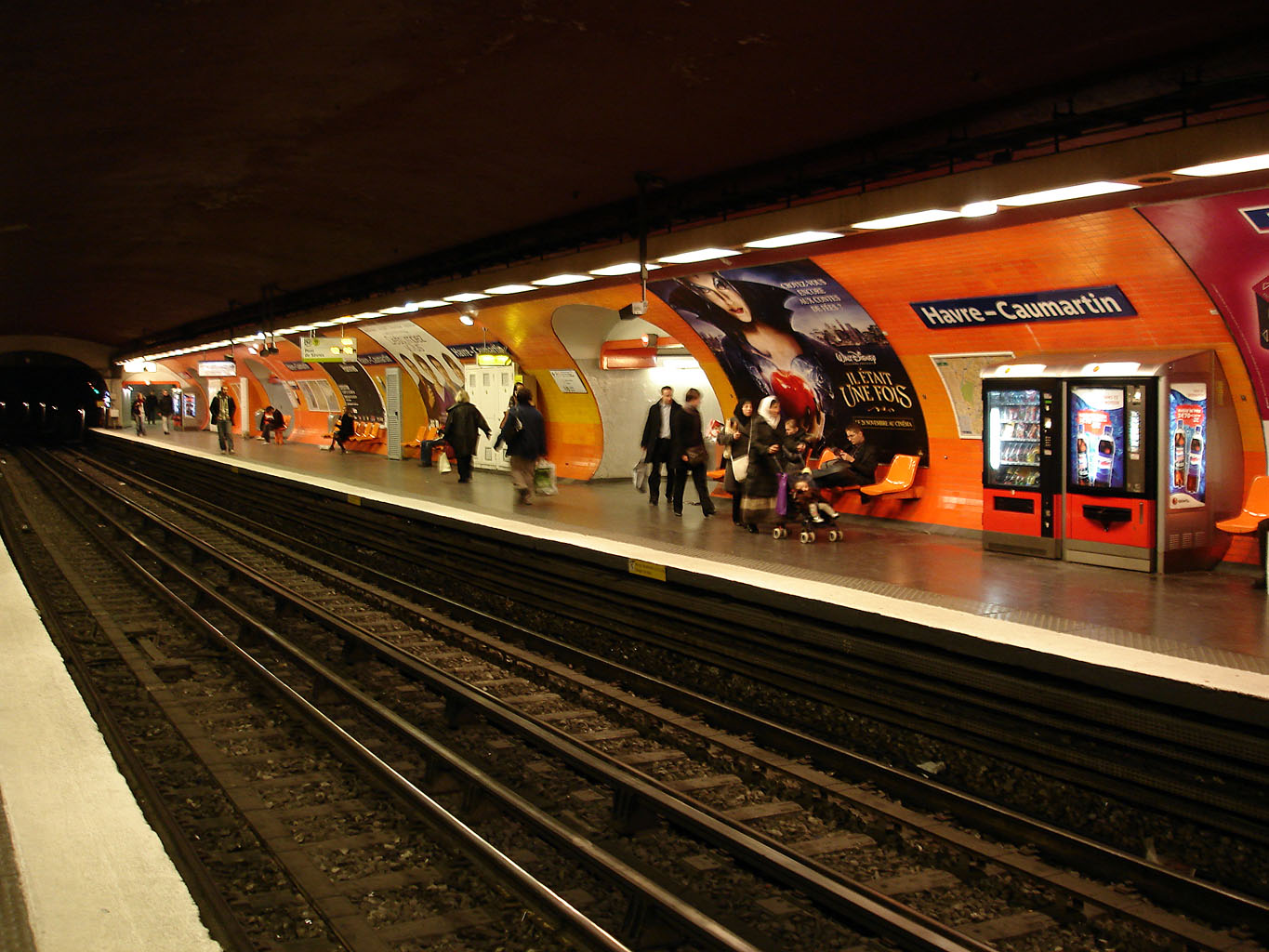
Oranžový obklad stanice Havre – Caumartin

### Mouton-Duvernet
Na konci 60. let se objevil nový trend, který chtěl také skoncovat s klasickými bílými zkosenými dlaždicemi a nahradit je oranžovou barvou, považovanou za teplou a dynamickou. Během rekonstrukcí stanic byly bílé obklady sejmuty a nahrazeny různými odstíny oranžové. Bílé dlaždice zůstaly pouze na bocích bočních sloupů. Také svítidla dostala stejnou oranžovou barvu. Název tohoto stylu je odvozen od stanice Mouton-Duvernet (linka 4), která byla takto upravena jako první. Následovala výzdoba asi dvaceti stanic, např. Raspail (linky 4 a 6), Étoile (linky 1, 2 a 6), Gare de l'Est (linky 5 a 7), Oberkampf (linka 5), Commerce (linka 8), Montparnasse – Bienvenüe, Trocadéro (obě na nástupištích linky 6). Nicméně toto řešení přineslo celkové ztemnění stanic a oranžová barva působila agresivně a pro uživatele metra se vizuálně ztížila orientace ve stanicích. Proto byl tento projekt rychle opuštěn v roce 1973 ve prospěch nové výzdoby zvané Andreu-Motte. Styl Mouton-Duvernet byl z některých stanic odstraněn při rekonstrukci v rámci programu obnovy metra, dokonce i ze samotné stanice Mouton-Duvernet na přelomu let 2006 a 2007.

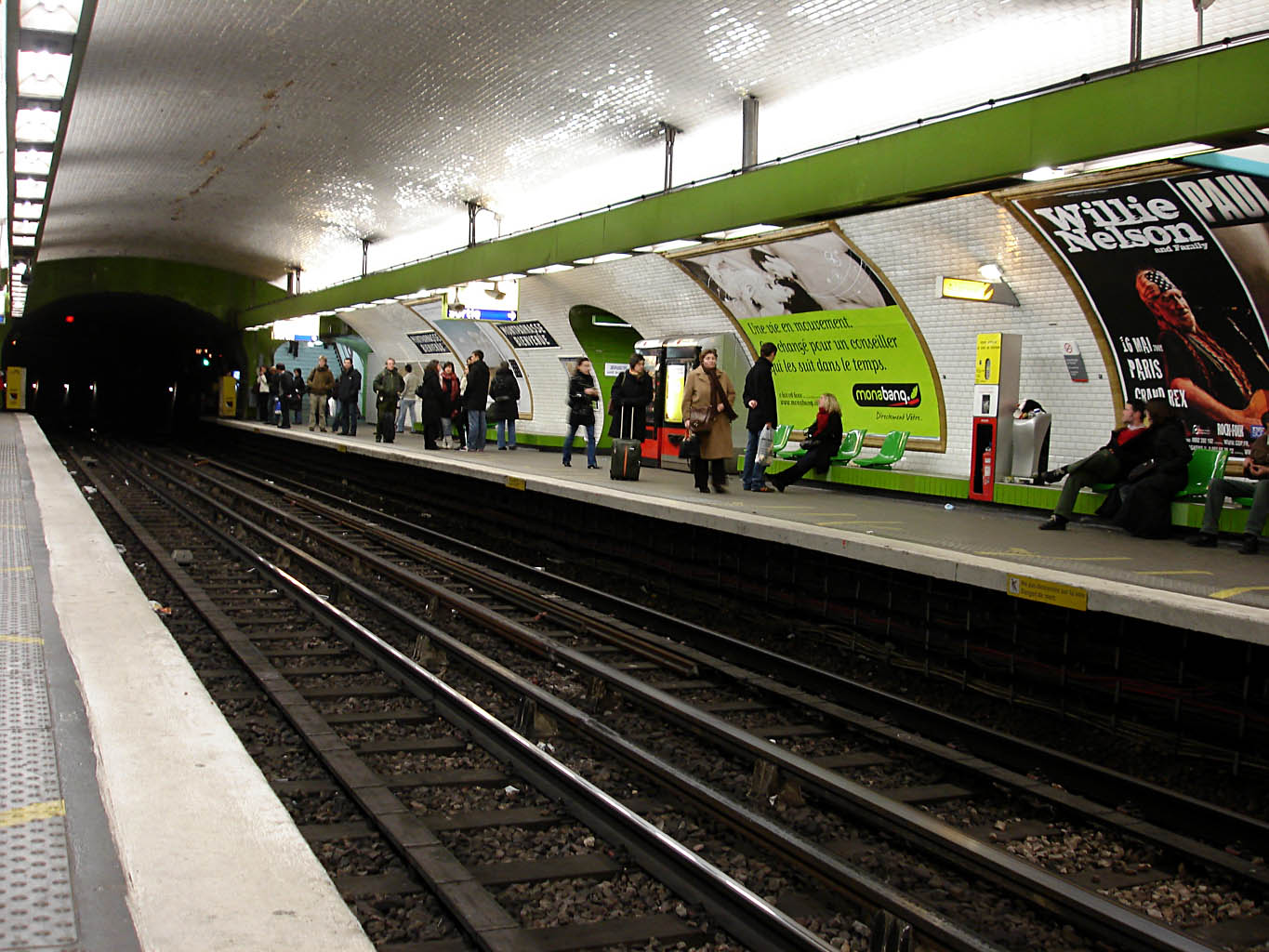
Zelený typ Andreu-Motte na Montparnasse – Bienvenüe (nástupiště linky 6)

### Andreu-Motte
V roce 1973 designéři Joseph-André Motte a Paul Andreu navrhli nový design stanic, který nese jejich jména. Hlavní barvou stanice se stala opět bílá, která je neutrální a světlá barva a došlo k návratu zkosených klasických dlaždic, ale bílá byla ve stanicích doplněna dvěma barevnými linkami, tvořenými osvětlovacími tubusy a sedadly. Toto speciální osvětlení se sodíkovými výbojkami umístěnými v dlouhých válcích nad celou délkou každého nástupiště odpovídalo barvou sedadlům ve tvaru skořepiny. Doplňkové barvy byly použity žlutá, červená, zelená, modrá a oranžová, takže se liší jedna stanice od druhé. Toto barevné odlišení umožňuje cestujícím si snadno zapamatovat názvy jednotlivých stanic. V roce 1974 byly v pilotním projektu upraveny tři stanice: Pont Neuf (linka 7) v oranžové, Ledru-Rollin (linka 8) v tmavě modré a Voltaire (linka 9) ve žluté. Původní dlažba, která byla v dobrém stavu, se neměnila. V roce 1975 byla na řadě stanice Jussieu linek 7 a 10, kde však byly použity ploché dlaždice. V následujících třech letech byly tímto způsobem renovovány i další stanice včetně Concorde, kde byla jako první barevně natřeny i kovové střešní nosníky. Tímto stylem byly vybaveny i nové stanice při rozšíření linek na předměstí jako Mairie de Clichy (linka 13) a Fort d'Aubervilliers (linka 7). Celkem bylo takto v letech 1974-1984 upraveno zhruba sto stanic, než se objevil nový styl Ouï-dire.

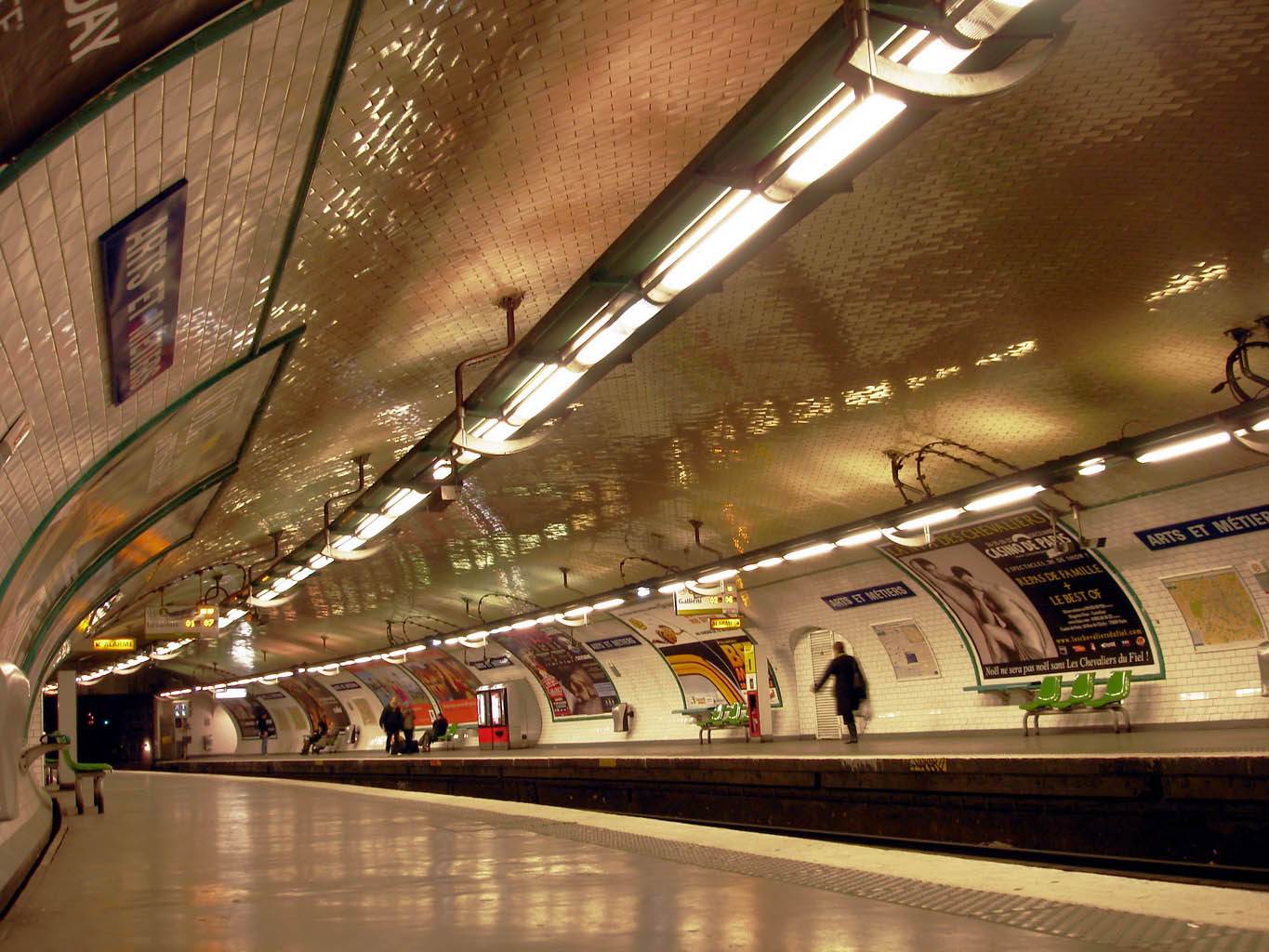
Styl Ouï-dire na Arts et Métiers (nástupiště linky 3)

### Ouï-dire
V polovině 80. let byl ve výzdobě stanic zahájen nový trend. Ekonomické zájmové uskupení s názvem Ouï-dire získalo v obchodní soutěži zakázku na obnovu nástupiště stanice Stalingrad na lince 7. Renovace zahrnovala nová osvětlovací tělesa upevněná na zakřivených nosičích, s rozptylem osvětlení na stropě a nový typ sedadel. Bílé dlaždice byly zachovány, avšak nebyly zkosené (zkosené dlaždice si udržela jen stanice Mairie d'Issy na lince 12). Rekonstrukce byla dokončena v prosinci 1988 a poté bylo v tomto stylu renovováno asi dvacet dalších stanic.

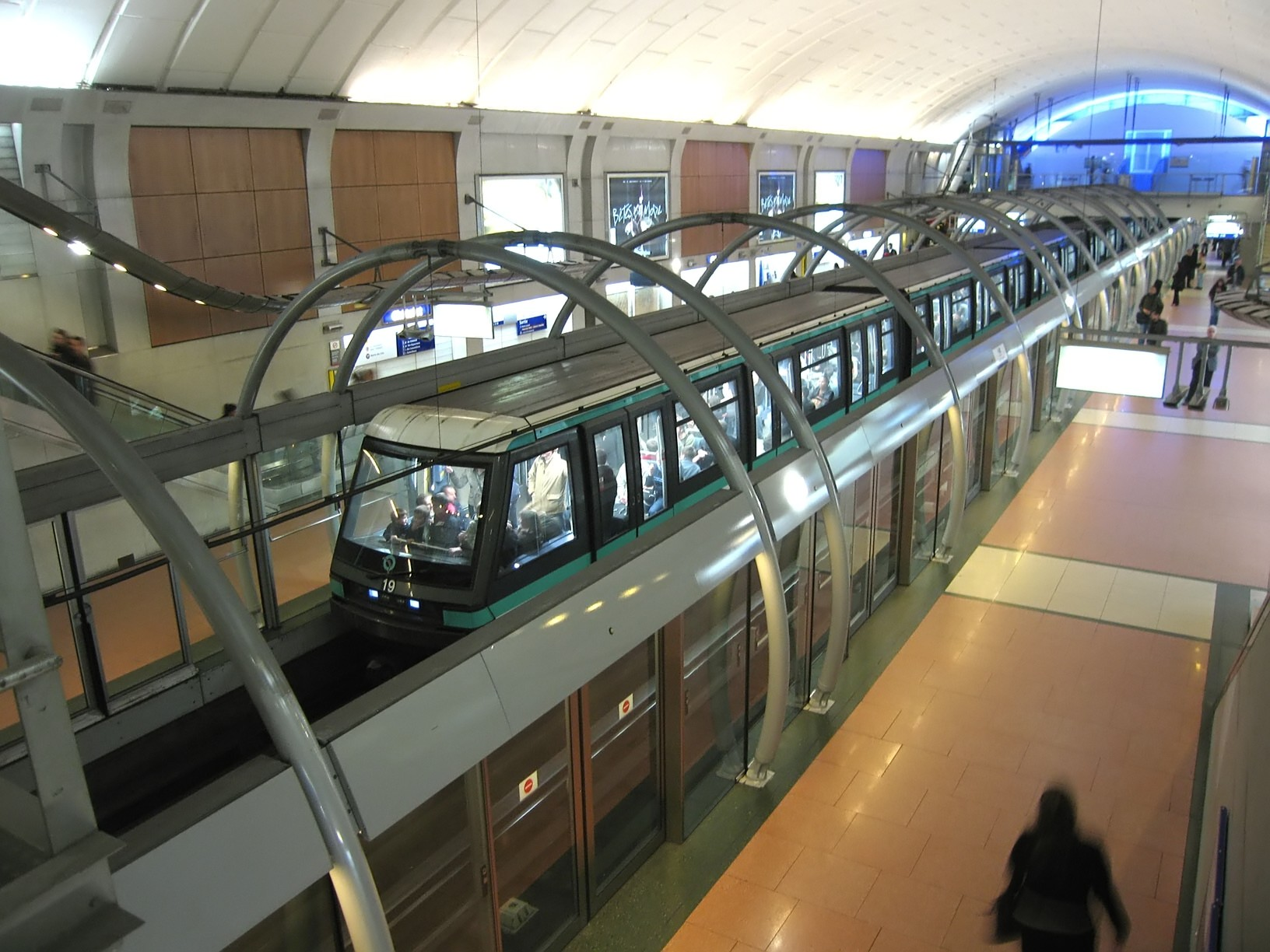
Nástupiště linky 14 ve stanici Châtelet

### Météor
Linka 14 původně nazývaná Méteor slavnostně otevřená v roce 1998 přinesla nový styl a výzdobu a rozsáhlé použití pohledového betonu. Výstavba nové linky 14 v 90. letech vedla k úvahám o vzhledu nových stanic. Rozsáhlé stanice, které se svou velikostí blíží stanicím RER, byly předmětem architektonického výzkumu ohledně využití prostoru. Pro linku 14 společnost RATP zvolila odlišné architektonické prvky jako např. jasné dlaždice na zemi namísto asfaltu. Poprvé byly v pařížském metru použity ve velkém měřítku způsoby moderní architektury: velké prostory, ve kterých se spojují moderní materiály a bohaté osvětlení výrazně zlepšilo dopravu cestujících. Prvních sedm stanic linky navrhli čtyři architekti: Jean-Pierre Vaysse a Bernard Kohn šest stanic a Antoine Grumbach a Pierre Schall stanici Bibliothèque François Mitterrand.

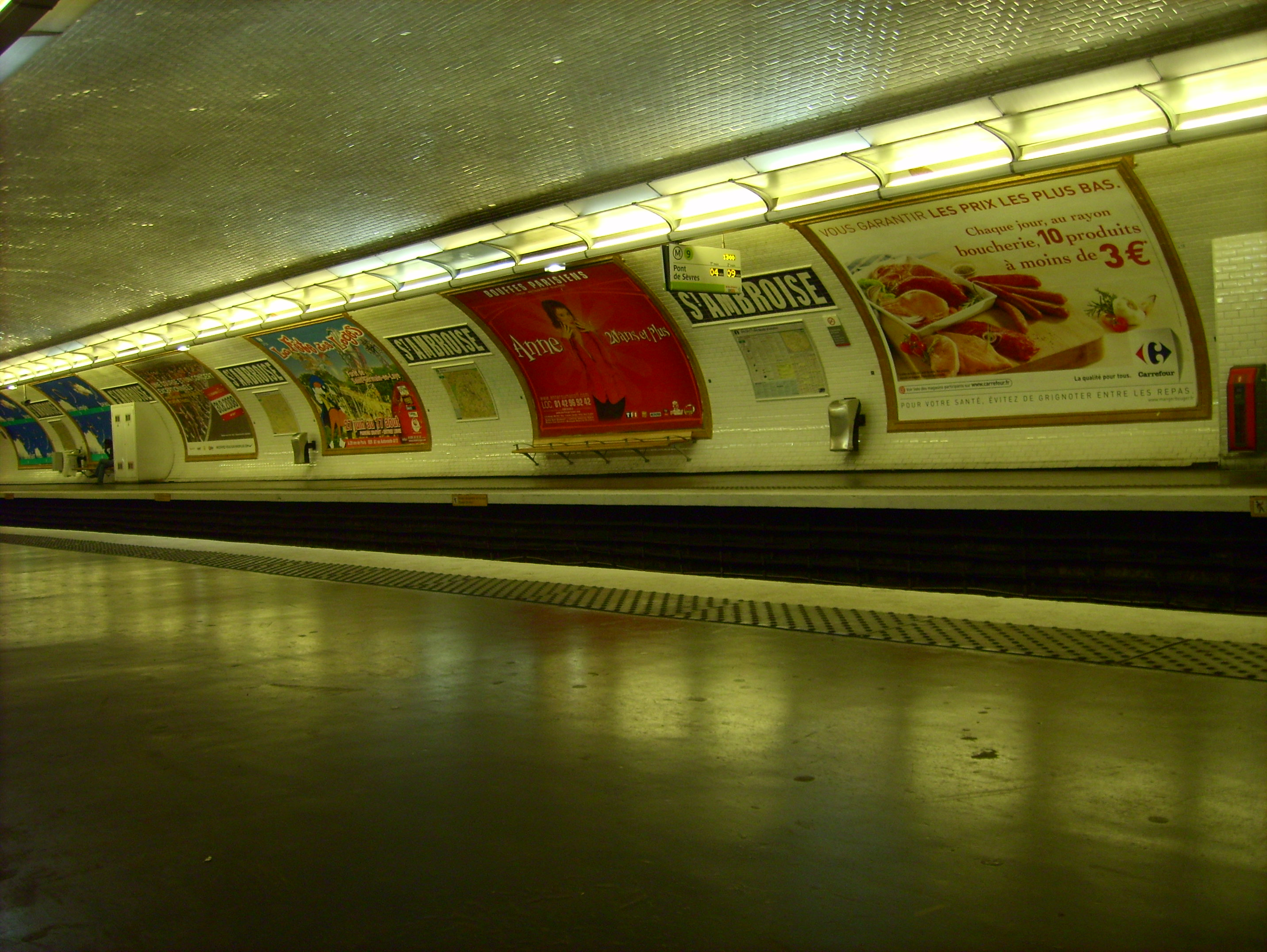
Nové osvětlení na Saint-Ambroise

### Bruno-Gaudin
V rámci operace Espace Métro 2000 (Prostor Metro 2000) prosadil RATP nový architektonický směr. Stanice Saint-Ambroise (linka 9) získala prototyp nového svítidla: světla jsou blízko u stropu a kopírují jeho zakřivení. Jejich dostatečně široký rozvor umožňuje skrýt kabely. Každé nástupiště mělo jinou variantu: světla na severním nástupišti měla silnější reflektory než na jižním. Nakonec byla po zkušebním provozu přijata verze jižního nástupiště a toto světlo pak bylo nasazeno na velkém měřítku v dalších stanicích a používá se dodnes u nově zrekonstruovaných stanic. Nový styl rovněž počítá s návratem k původním obkladům z bílých zkosených dlaždic, které se ukázaly během desetiletí pro rozptyl světla jako nejlepší. Tím byl přiznán neúspěch několika architektonických poválečných inovací, neboť velké oranžové čtverce na stanici Mouton-Duvernet (linka 4) i malé modré dlaždice ve stanici Opéra byly odstraněny a nahrazeny původním obkladem.

## Obnova metra
Dnes se stanice rekonstruují za účelem jasnosti a čistoty. Tento program rozsáhlé renovace je známý jako Obnova metra (Renouveau du métro).

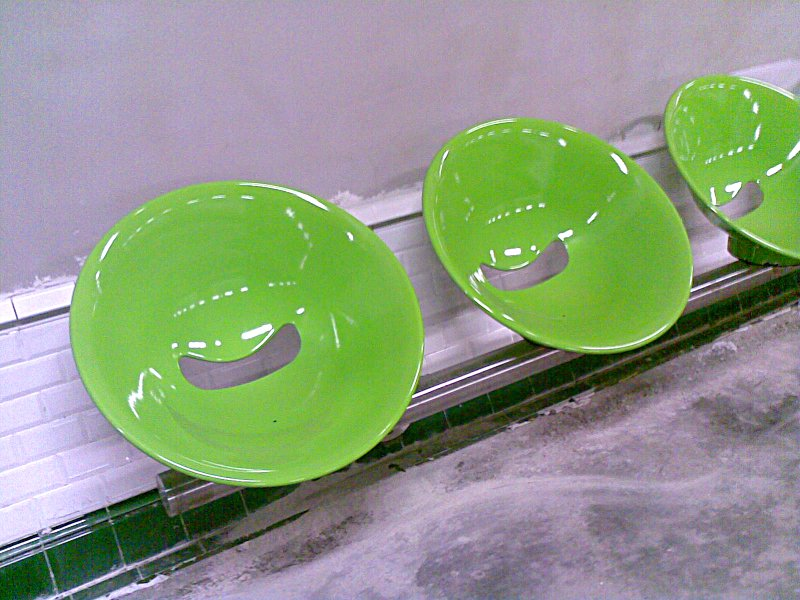
Nová sedadla v rámci obnovy metra

Jas se zvyšuje použitím světel, obvykle bílých, jejichž výkon pokrývá maximální prostor a díky bílému obložení stěn je lépe rozptylováno. Také veškeré sítě (voda, elektřina, stlačený vzduch aj.) vedené dříve chodbami v horní části klenby, se nově umisťují pod obklady. Rovněž se upravuje uspořádání billboardů. Na nástupištích a na přístupech k nim jsou nové informačních panely, lépe osvětlené o směrech vlaků, které dříve systematicky neexistovaly. Je instalován systém SIEL, který zobrazuje dobu příjezdu následujících dvou vlaků. Pro bezpečnější cestování zrakově postižených jsou na nástupištích třicet centimetrů od okraje kolejišť instalovány zdrsněné pruhy.
Ačkoliv je toto vylepšení určeno na dlouhou dobu, objevily se některé problémy. Ve stanici Gare de Lyon je nově instalovaný povrch na chodbách vedoucích k nástupišti linky 1 na některých místech poškozen a objevily se plísně v důsledku infiltrace vody vinou špatně provedené izolace.
Je-li obnova malých nebo méně frekventovaných stanic jednoduchá, v případě velkých stanic, jako je podzemní komplex tvořený stanicí Les Halles linky 4 a stanice RER Châtelet – Les Halles, představuje významný architektonický problém. Tato stanice bude také předmětem pozornosti, pokud bude zahájena všeobecná obnova celé čtvrti Les Halles.
Uživatelé metra si často stěžují na mimořádně nepříjemný zápach. Zdroje pachů je obtížné identifikovat, některé vody obsahují sulfidy, některé použité pryskyřice vydávají zápach i když nejsou rozpustné, guma na kolech při brzdění vlaků vydává zápach apod. Pařížská radnice navrhla zahájení výzkumu pro odstranění pachů ve stanicích.

## Typografie
V prvních letech po otevření metra byla většina názvů stanic na nástupištích označena smaltovanými tabulkami visícími ze stropu a později umístěnými na zdi. Text představoval bílé úzké bezpatkové majuskuly na tmavomodrém pozadí. I přes pozdější rozhodnutí vybavit nové stanice kachlovými jmenovkami, smaltové tabule vydržely až do současnosti. Společnost Nord-Sud používala své vlastní označení rovněž na smaltových tabulích nebo jako mozaiky z keramických dlaždic, kde byl nápis obklopená barevným keramickým vlysem.
Stanice modernizované v 50. a 60. letech dostaly také nový styl označení. Místo kombinace modré a bílé byly ve stanicích instalovány tabule s jasně žlutým bezpatkovým písmem na tmavohnědém pozadí, což se ukázalo jako obtížnější pro čtení zevnitř vlaků.

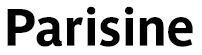

V 70. letech v důsledku rozvoje RER a otevření mnoha nových stanic se RATP rozhodl sjednotit vizuální vnímání celé dopravní sítě a s tím souviselo nahrazení mnoha různých písem jednotným písmem. Švýcarský typograf Adrian Frutiger vytvořil speciální písmo Métro Alphabet. Písmo bylo používáno v letech 1973-1994 a stalo se tak nejrozšířenějším písmem použitým v dopravní síti.
V roce 1996 bylo pro RATP vytvořeno nové bezpatkové písmo Parisine k užití v metru i dalších typech městské dopravy. Nachází se na plánech linek, značení stanic, v papírových prospektech i na webových stránkách. Jeho tvary jsou ovlivněny písmem vytvořeným obdobně pro londýnské metro. Z praktických důvodů musí být písmo dobře čitelné z dálky, a to i pro turisty, u kterých není latinka hlavní abecedou.

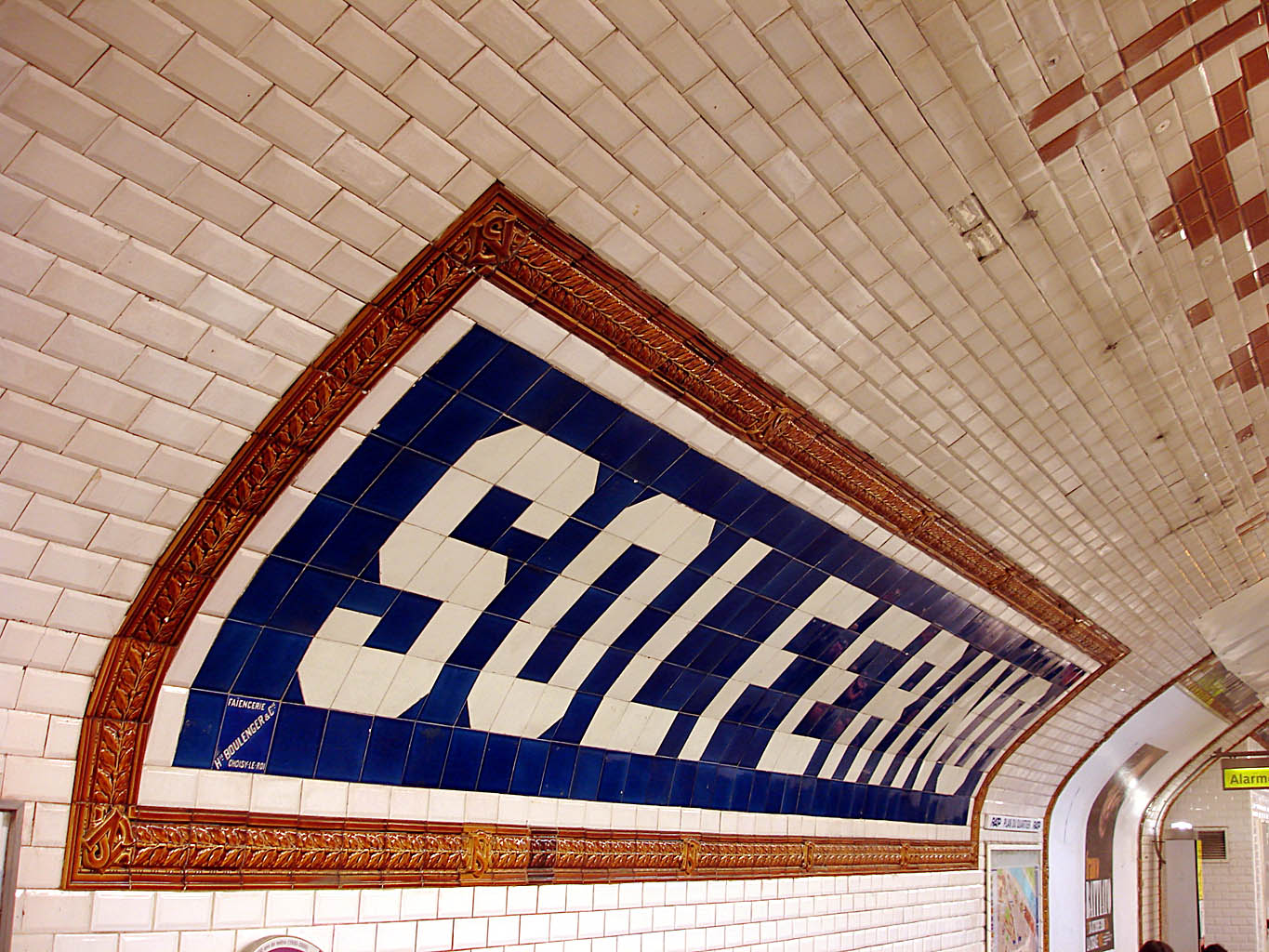
Nápis společnosti Nord-Sud
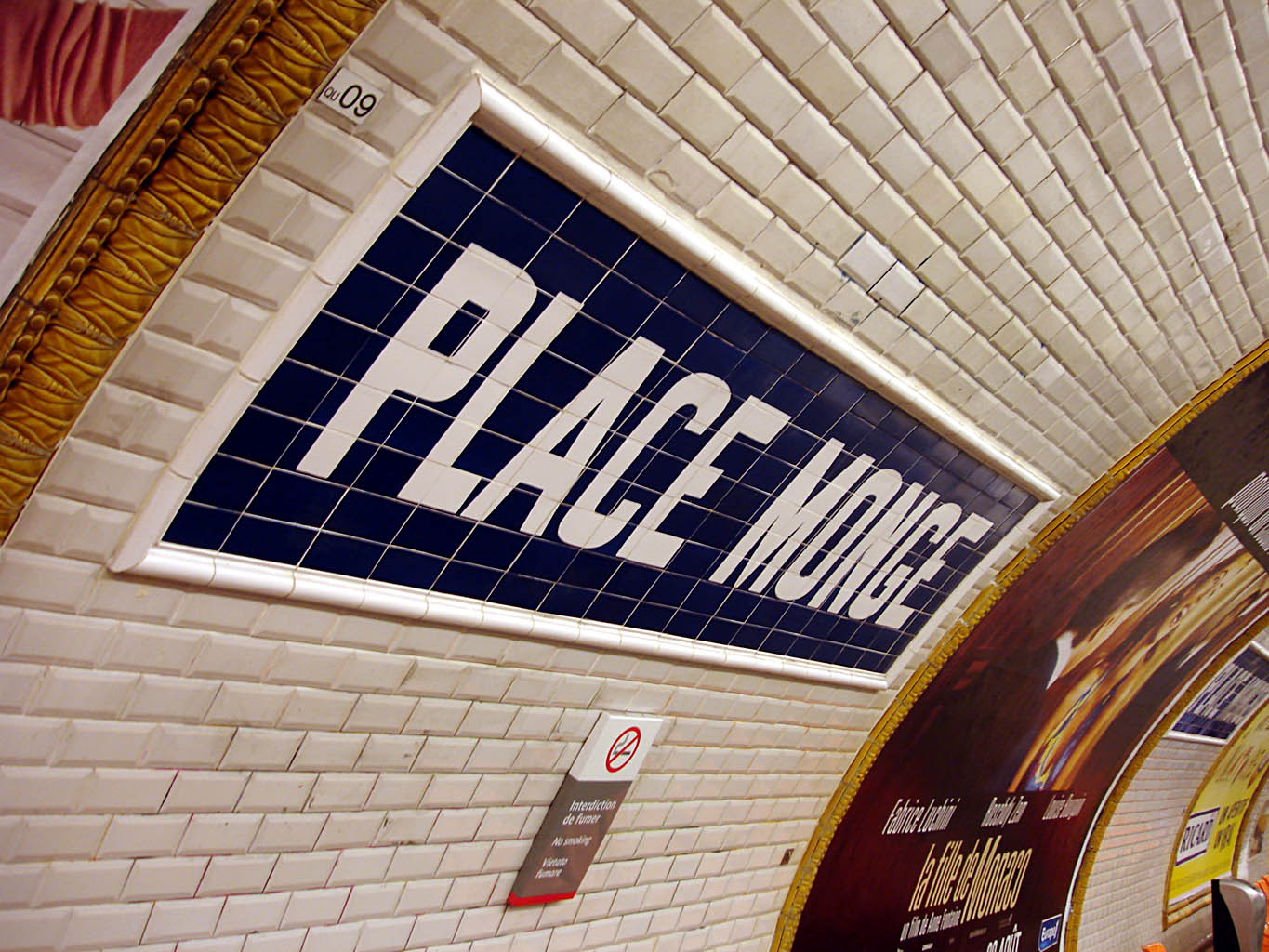
Meziválečný nápis
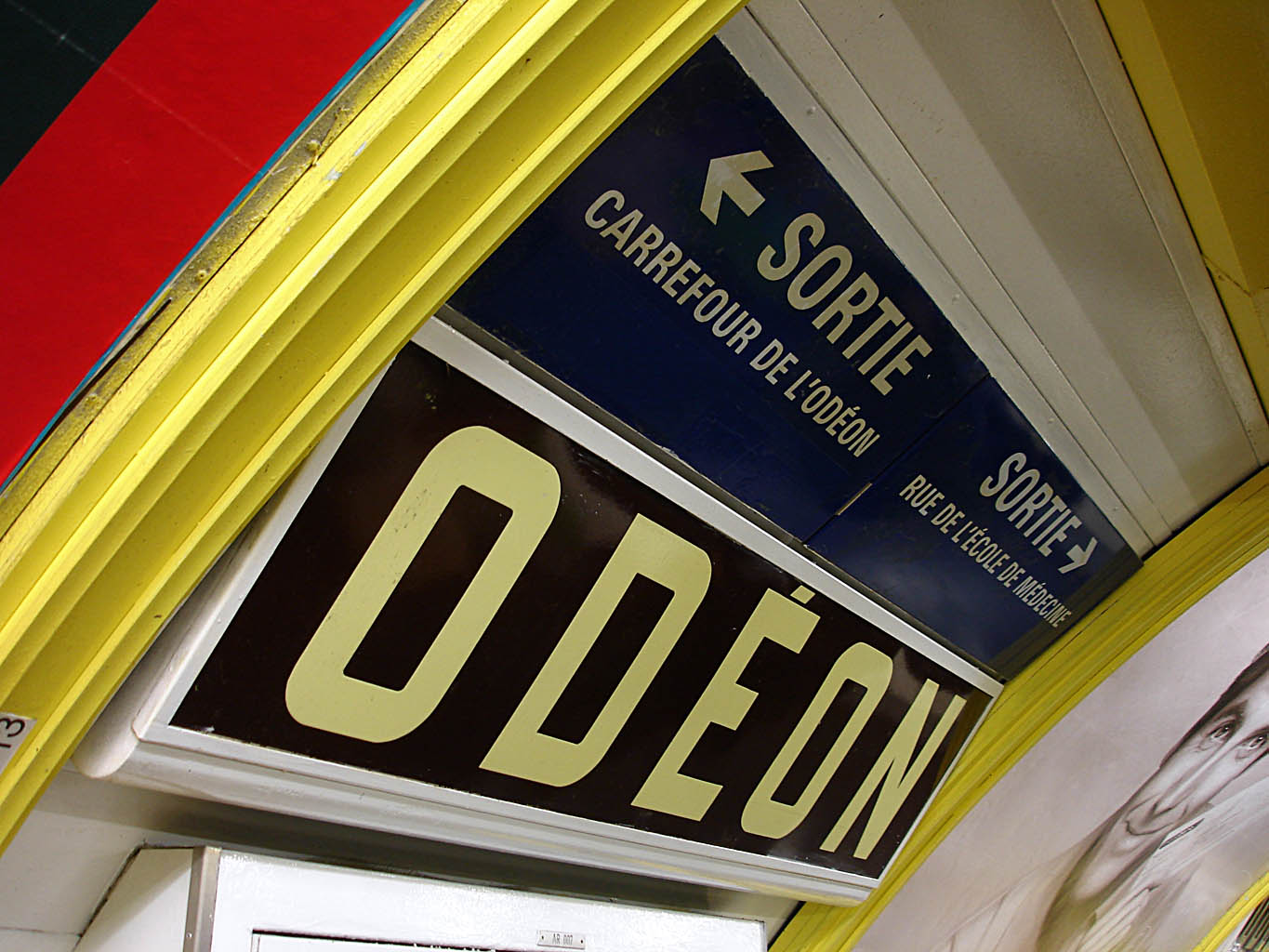
Nápis z 50. let
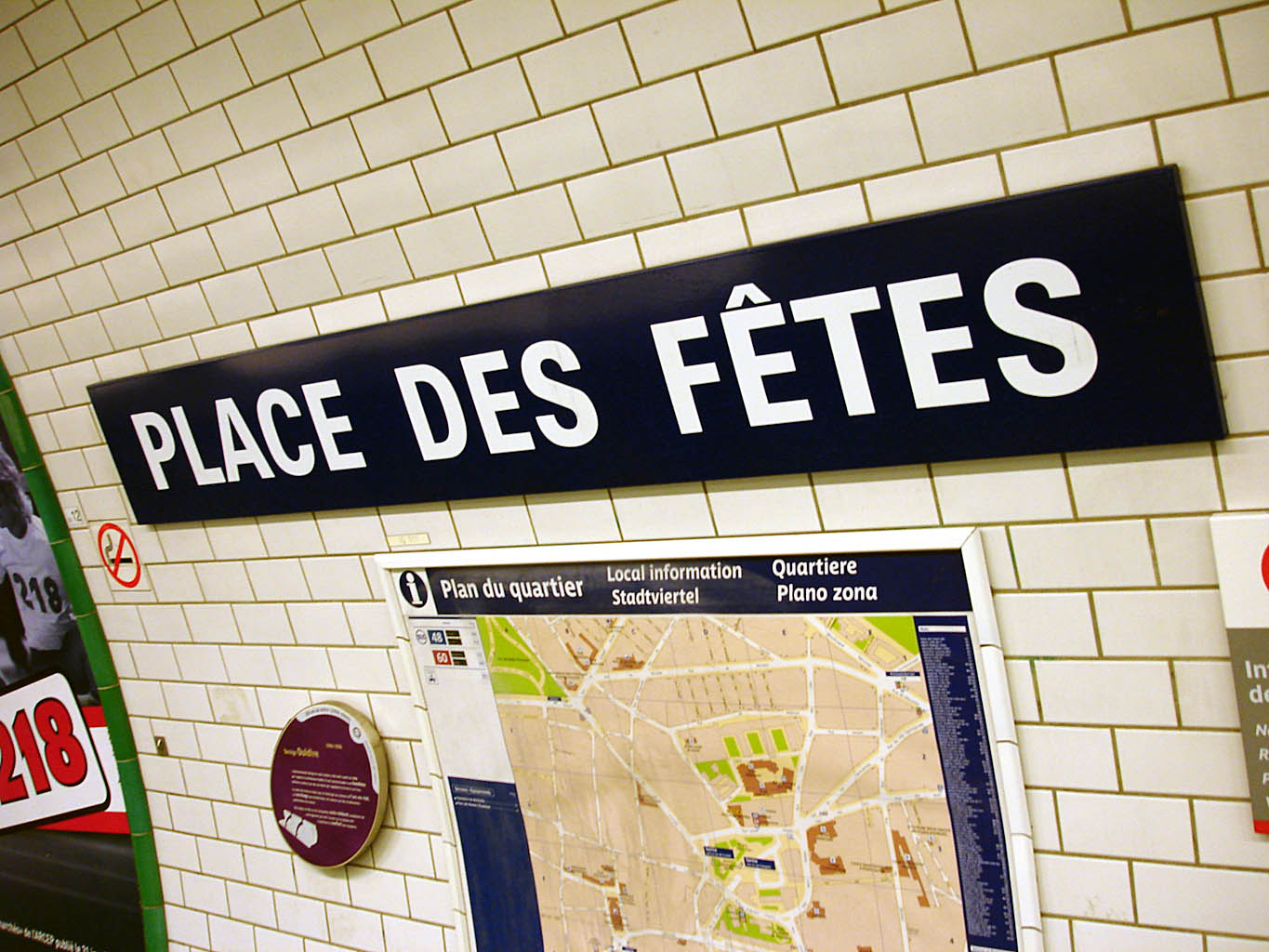
Písmo Métro Alphabet
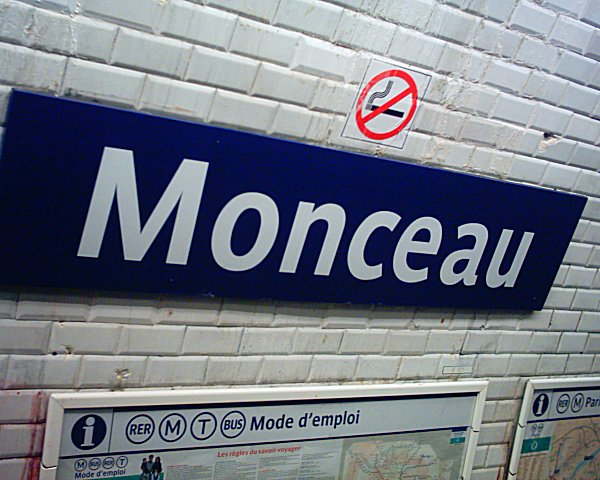
Písmo Parisine

## Kulturní stanice

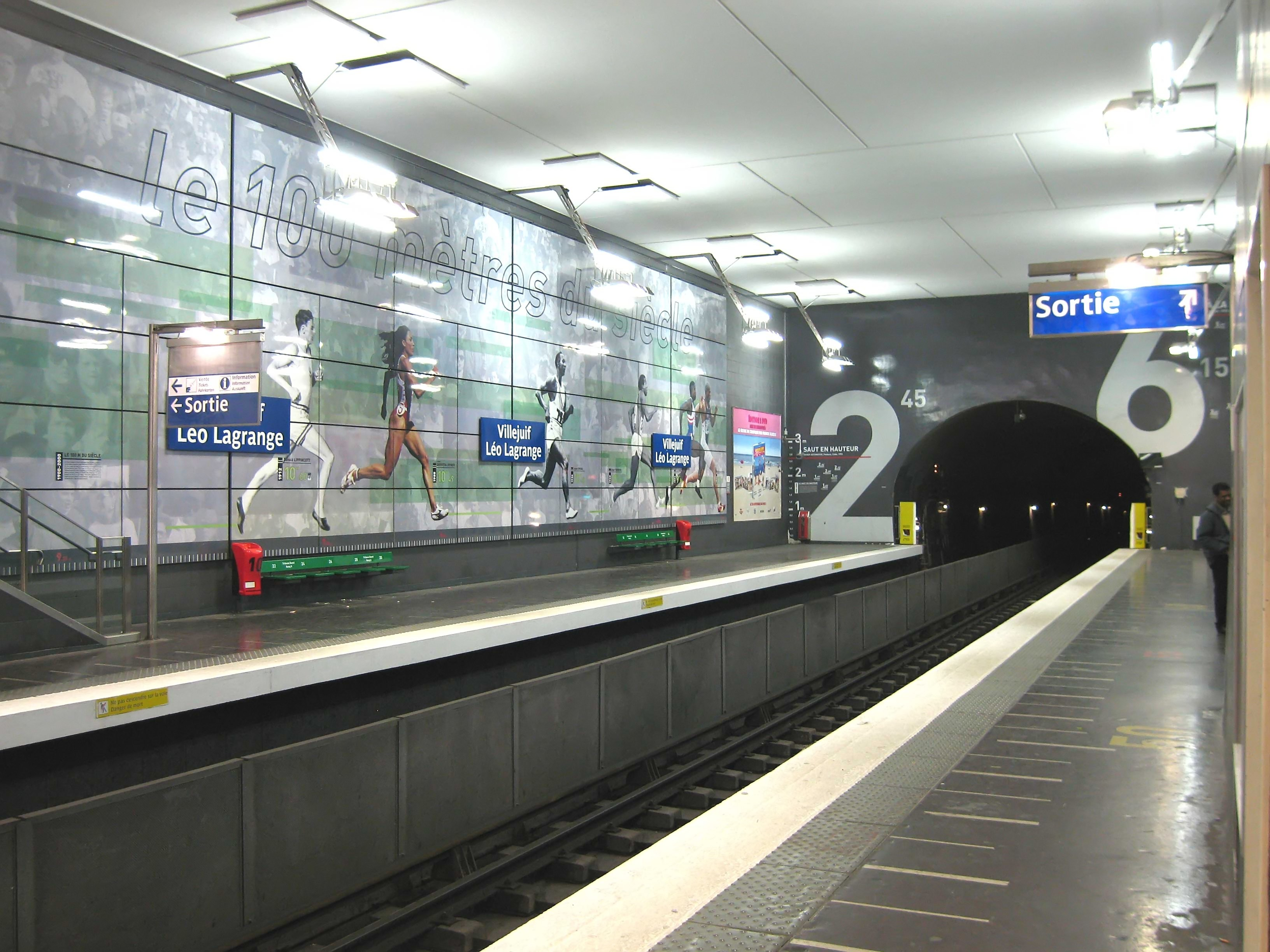
Výzdoba stanice Villejuif – Léo Lagrange

André Malraux, tehdejší ministr kultury, dal v roce 1968 podnět k výzdobě stanice Louvre – Rivoli (linka 1) imitující kamenné zdi s osvětlenými nikami, ve kterých byly umístěny kopie nejznámějších děl muzea Louvre. Výzdoba měla velký ohlas a vedla k dalším projevům na jiných stanicích. Mezi hlavní patří Concorde (linka 12) s Deklarací lidských práv, Pont Neuf (linka 7) představující Pařížskou mincovnu, Varenne (linka 13) s odlitky soch Rodinova muzea, Parmentier (linka 3) vysvětlující historii brambor, Arts et Métiers (linka 11) upozorňuje na stejnojmenné muzeum měděnými dekoracemi představující vnitřek ponorky, Assemblée nationale (linka 12) je vyzdobena siluetami významných poslanců, Chaussée d'Antin – La Fayette má téma Spojených států, Hôtel de Ville (linka 1) ukazuje historii náměstí a pařížské radnice, Cluny – La Sorbonne (linka 10) spisovatele Latinské čtvrti, Bastille (linka 8) Velkou francouzskou revoluci apod.
V roce 2000 bylo při oslavě stého výročí provozu metra osm stanic vyzdobeno na určité téma. Bonne Nouvelle (linky 8 a 9) připomíná kino, Carrefour Pleyel (linka 13) hudbu, Europe (linka 3) sjednocování Evropy, Montparnasse – Bienvenüe budovatele metra, Pasteur (linky 6 a 12) zdraví, Saint-Germain-des-Prés (linka 4) tvůrčí psaní, Tuileries (linka 1) historii metra a Villejuif – Léo Lagrange (linka 7) sport.

## Umělecká díla
Některé stanice jsou zkrášleny uměleckými díly, malbami, sochami nebo mozaikami, objednanými nebo zakoupenými RATP pro výzdobu:

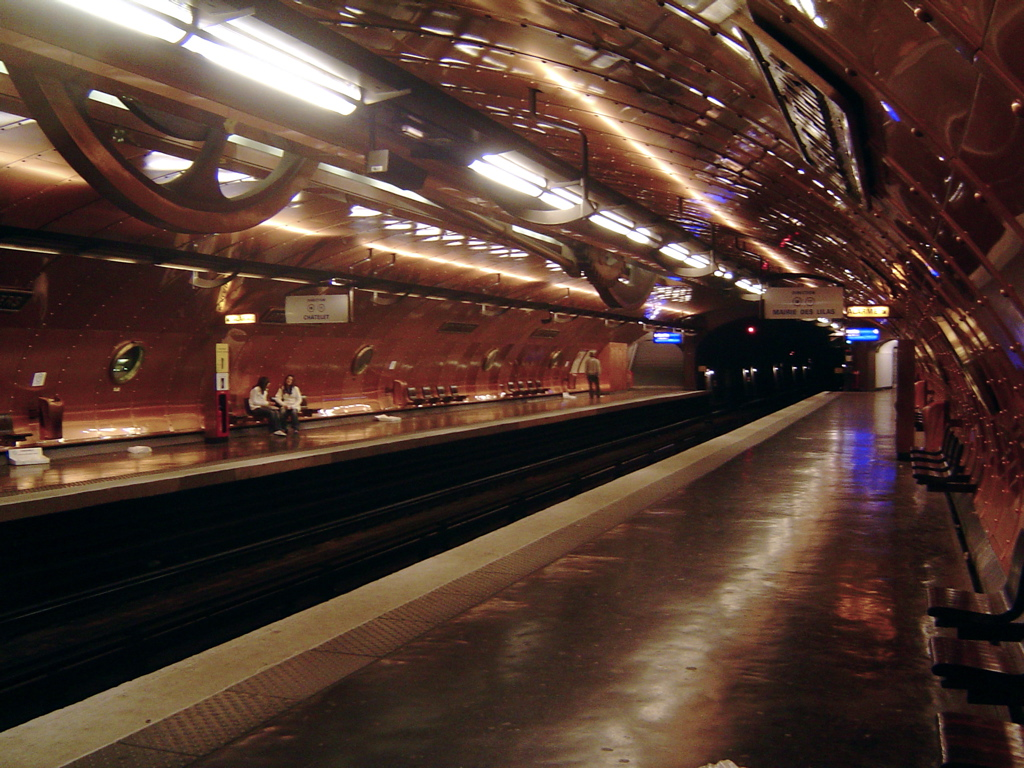
Výzdoba stanice Arts et Métiers

- Abbesses: graffiti na přístupovém schodišti na nástupiště, kolektivní dílo
- Arts et Métiers: nástupiště linky 11 je vyzdobeno v technologickém stylu 19. století jako z románů Julese Verna, autor François Schuiten
- Assemblée nationale: Affiches (Plakáty), Jean-Charles Blais na nástupišti linky 12 od roku 2004 zdobí stanici velkoformátovými plakáty a po třech měsících se výzdoba obmění. Tato výzdoba bude trvat až do roku 2014. La Chambre double (Dvojitý pokoj), Jean-Charles Blais (2004)
- Bastille: keramická freska na nástupišti linky 1, Liliane Bélembert a Odile Jacquot
- Bibliothèque François Mitterrand: L'Escalier des signes et des nombres (Schodiště znaků a čísel), Antoine Grumbach (1998) – stěny jsou vyzdobeny číslicemi 1-19 v devatenácti různých písmech, La Pluie de citations (Déšť citací), architekt Antoine Grumbach a spisovatel Jean-Christophe Bailly (1998) – výzdoba stěn citáty
- Bir-Hakeim: Night and Day, americká sochařka Judy Ledgerwood (2008), plastika je darem města Chicaga jako dík za darovanou kopii secesního vstupu chicagskému metru od města Paříže.
- Cadet: freska Lumière en éclats (Blikající světlo), Hervé Mathieu-Bachelot (1982)
- Champs-Élysées – Clemenceau: freska z emailovaného fajáns v přestupní chodbě, Manuel Cargaleiro (1995)
- Châtelet: socha Énergies (Energie), Pierre-Yves Trémois (1977); keramická freska Obliques enrubannées (Zabalené přímky), Hervé Mathieu-Bachelot (1985); socha Point de rencontre (Místo setkání), Ilio Signori (1977)
- Chaussée d'Antin – La Fayette: freska, Jean-Paul Chambas (nástupiště linky 9), La Fayette et la Révolution américaine (La Fayette a americká revoluce), Hilton McConnico (freska malovaná na kovu na stropě nástupiště linky 7)

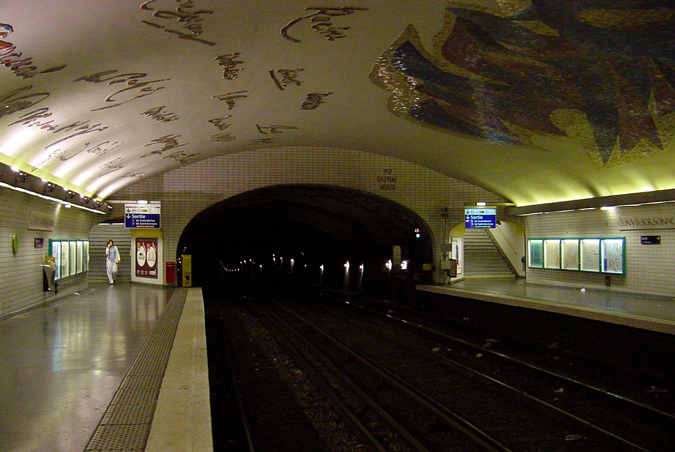
Nástropní mozaika v Cluny – La Sorbonne

- Cluny – La Sorbonne: Ailes et Flammes (Křídla a plameny), Jean Bazaine (mozaika na stopu nástupiště linky 10)
- Concorde: Déclaration des Droits de l'Homme et du Citoyen (Deklarace práv člověka a občana), Françoise Schein (freska na nástupišti linky 12)
- Corentin Cariou: De la verticale à l'oblique (Z vertikálního do šikmého), Hervé Mathieu-Bachelot (1982), freska
- Duroc: Les Jardins de Duroc (Zahrady Duroc), Sophie Pénicaud (freska v přestupní chodbě mezi linkami 10 a 13)
- Grands Boulevards: freska Cascades de temps (Kaskády času), Hervé Mathieu-Bachelot (1985)
- Jaurès: Vitrail (Vitráž), Jacques-Antoine Ducatez (1989), nástupiště linky 2
- Louvre – Rivoli: kopie děl vystavených v Louvru (nástupiště linky 1)
- Madeleine: socha La Prière (Modlitba), Constantin Brâncuşi (1907, kopie originálu uloženého v Bukurešti, 2001), vitráž Ryaba la Poule, ruský umělec Ivan Lubenikov (2009, na nástupišti linky 14), Tissignalisation n°14, Jacques Tissinier (2003, na nástupišti linky 14, stejné dílo i na stanici Pyramides)
- Ourcq: socha Articulation (Artikulace), Thierry Grave

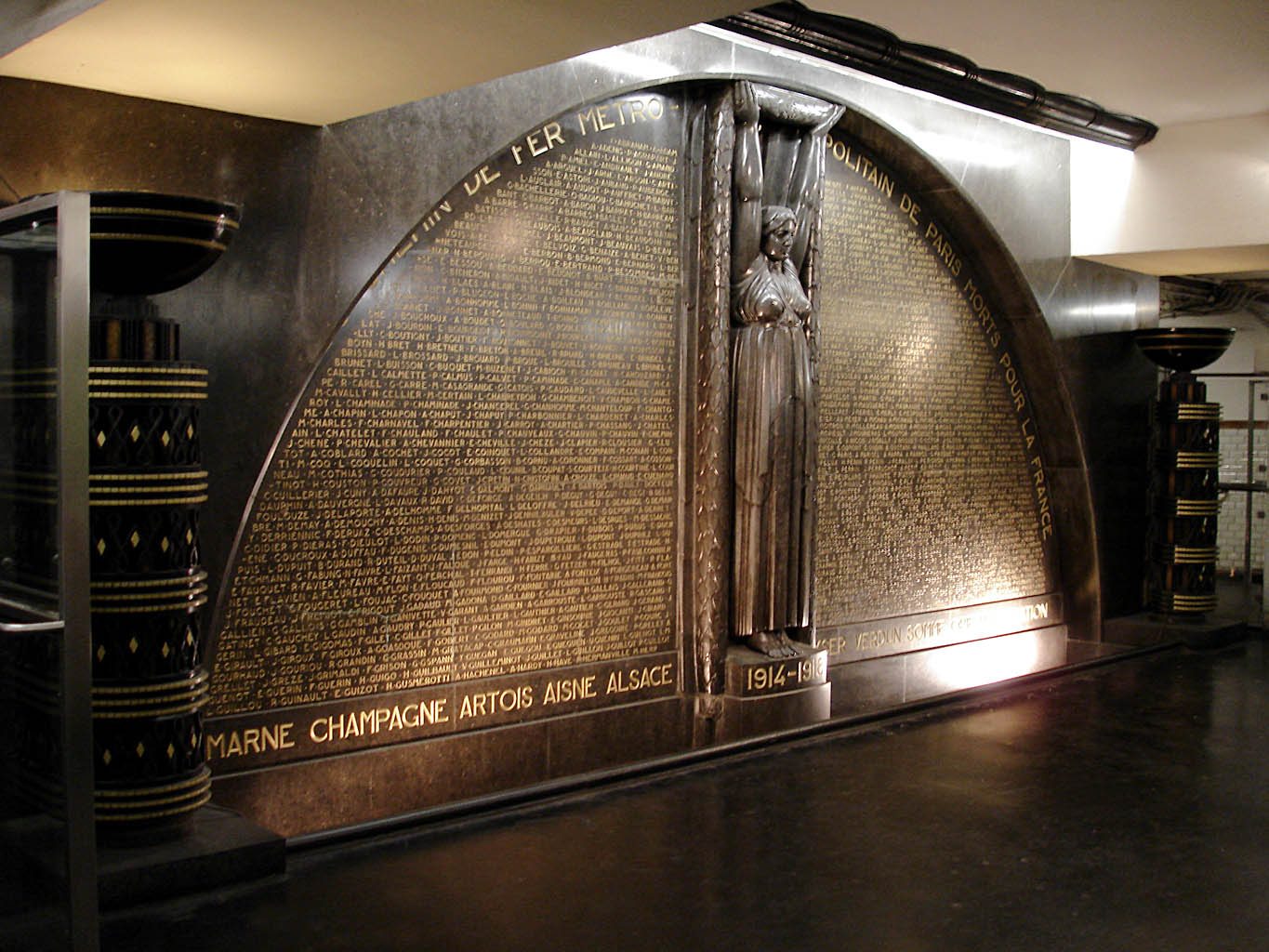
Pomník na stanici Richelieu – Drouot

- Palais Royal – Musée du Louvre: La Pensée et l'Âme huicholes (Mysl a duše Huicholů), Santos de la Torre (freska na nástupišti linky 1 darovaná roku 2001 Mexico City za darovanou kopii secesního vstupu metra Paříží)
- Pigalle: keramická freska, Hervé Mathieu-Bachelot
- Pont Neuf: velkoformátové reprodukce historických mincí na nástupišti linky 7
- Pyramides: na nástupišti linky 14: P.I.L.I., Philippe Favier (2000), Tissignalisation n°14, Jacques Tissinier (2003, stejné dílo na stanici Madeleine)
- Richelieu – Drouot: Monument aux agents du chemin de fer métropolitain de Paris morts pour la France (Pomník zaměstnancům pařížského metra zemřelých za Francii, Carlo Sarrabezolles (1931)
- Saint-Germain-des-Prés: socha Les Messagers (Poslové), Gualtiero Busato (1983), mozaika Gutenberg, André Ropion (1983)
- Simplon: keramická freska, Hervé Mathieu-Bachelot
- Temple: keramická freska Couleur en masses (Hromada barev), Hervé Mathieu-Bachelot (1982)